# Madonna della Catena
Nostra Signora della Catena è uno dei titoli con cui la Chiesa cattolica invoca Maria, madre di Gesù. L'appellativo identifica la Beata Vergine come la "potente liberatrice" dei suoi figli da qualsiasi catena ne attanagli l'esistenza, sia quelle materiali della prigionia o della schiavitù, sia quelle spirituali del peccato, nonché dalle "catene" metaforiche dei problemi che ne angustiano la vita. La diffusione di questo titolo è legata soprattutto alla tradizione di un prodigio avvenuto a Palermo nel 1392, noto come "miracolo delle catene".

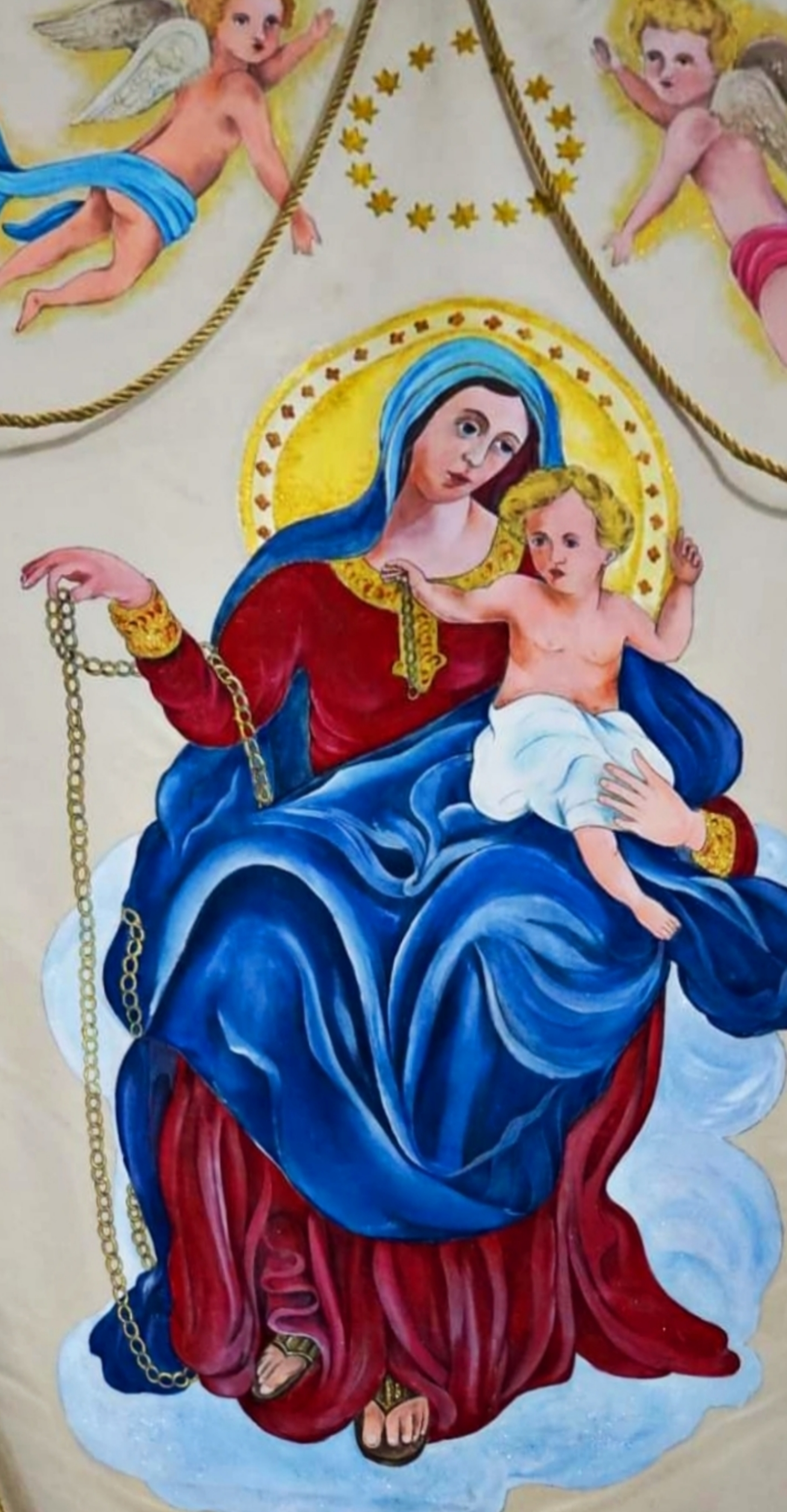
Stendardo devozionale raffigurante la B.V. Maria della Catena

## Origine del titolo
Dire "Maria della Catena" significa dire "Maria che spezza le catene", ovvero riconoscere nella Vergine colei che scioglie quei vincoli (le catene appunto) che rattristano la vita di ogni uomo.
L'origine di questo titolo risale al XIV secolo, in un contesto in cui molte persone venivano ridotte in condizioni di prigionia e schiavitù (situazione che, tra l'altro, aveva fatto sorgere nel XIII secolo in Spagna l'opera dei padri mercedari e per cui nasceva l'analogo titolo di Madonna della Mercede) e invocavano per questo la protezione della Vergine.
Il titolo risultò felicemente adeguato ad esprimere la singolare associazione della Vergine Maria al mistero pasquale del Figlio che ha spezzato le catene del peccato del genere umano.
(Dai «Discorsi» di sant'Atanàsio, vescovo di Antiòchia.)
Ma la sua grande diffusione nel meridione d'Italia è legata principalmente ad un prodigio avvenuto secondo la tradizione nell'agosto del 1392 a Palermo, che vide la liberazione miracolosa di tre condannati a morte per l'intercessione della Vergine. In alcuni luoghi tuttavia il culto della Madonna con il medesimo titolo si sviluppò anche per altre ragioni, indipendenti dal suddetto prodigio.

### Il prodigio delle catene

#### Racconto del prodigio

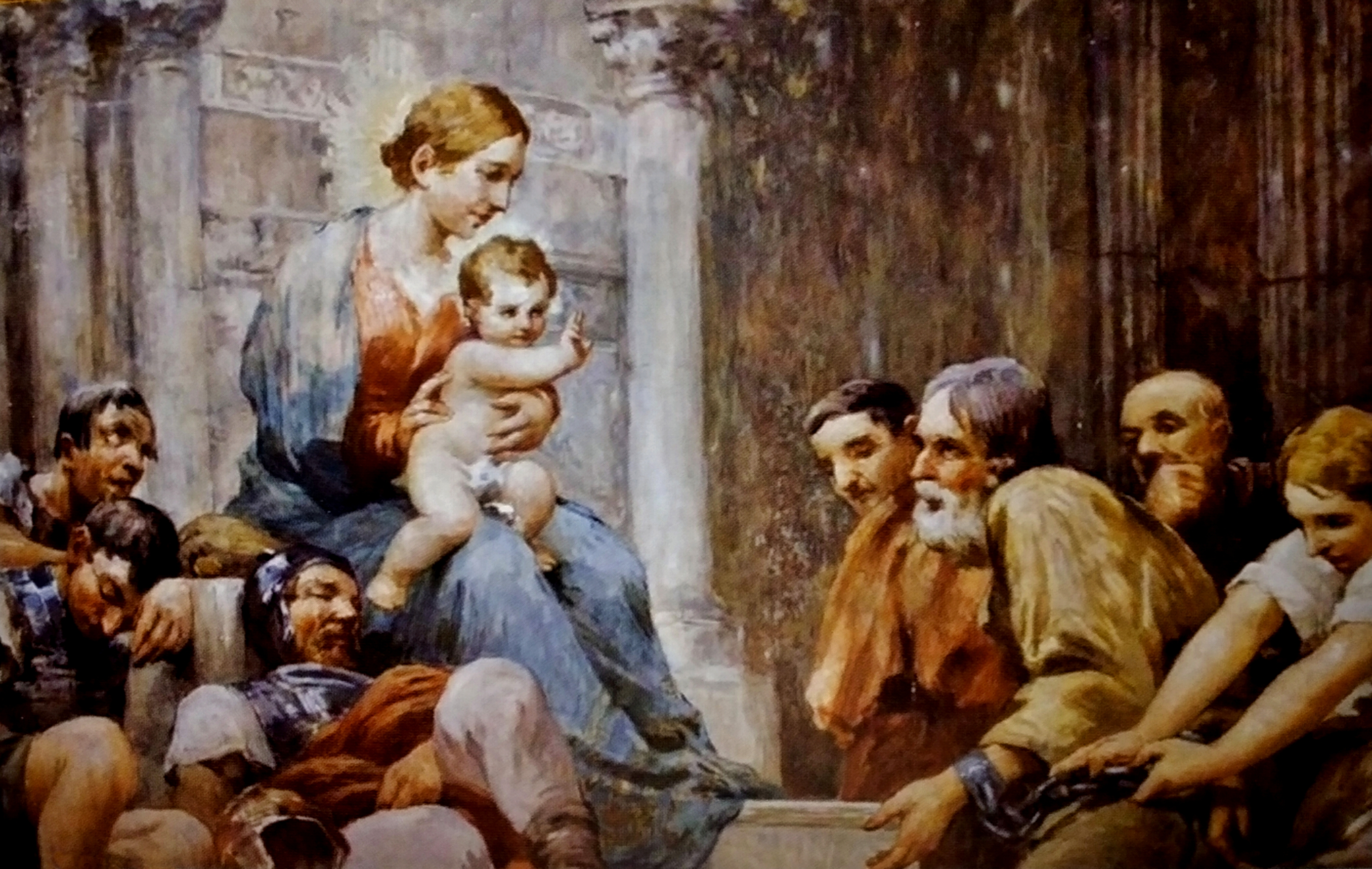
Dipinto "Il prodigio delle catene"(Chiesa Matrice Aci Catena).

Secondo il racconto del prodigio degli storici Mongitore e Pirri, regnando in Sicilia Martino I il Giovane (1385-1409), tre uomini furono condannati a morte in Palermo nell'agosto 1392. Furono condotti a Piazza Marina, dove avrebbero dovuto essere impiccati. Proprio mentre venivano preparate le forche, si scatenò un assai violento temporale che costrinse il popolo a fuggire e i carnefici con i tre condannati a rifugiarsi nella vicina Chiesa della Vergine del Porto, presso il mare, non essendosi potuti trasferire nel carcere. I rei furono legati l'un l'altro a doppie catene, dopo che la chiusura della porta era stata assicurata. Il temporale si protrasse molto a lungo nella notte, così l'esecuzione veniva rimandata al domani. I tre, sorvegliati dalle guardie, si portarono lacrimando ai piedi dell'immagine della Madonna che si ergeva sull'altare e cominciarono a pregarla insistentemente, vedendo nella tempesta un auspicio di salvezza.
A un tratto, mentre i soldati cadevano in un profondo sonno, le catene che trattenevano i tre si spezzarono, mentre la voce della Madonna - che sembrava provenire dalla sacra immagine - li rassicurava:"Partite alla libertà, né v'opprima alcun timore di morte: a mia intercessione già il mio divino Figliuolo, che porto in braccio, v'ha sciolto dalle catene e v'ha concesso la vita!".
Le catene caddero senza far rumore e la porta si spalancò, i tre innocenti uscirono dal tempio e le guardie si svegliarono solo all'alba. Ben presto i soldati riuscirono a riprendere i fuggitivi, ma furono fermati dal popolo che ricorse al re Martino I. Quando questi udì il racconto del miracolo, e che le catene si erano infrante per l'intercessione della Vergine, subito li dichiarò liberi. Proprio il re e la regina furono i primi a portarsi alla chiesetta per vedere le catene spezzate e rendere commosso omaggio a Maria. Insieme all'eco del miracolo si diffuse ovunque la devozione per la "Madonna della catena", la Madonna della Misericordia oltre ogni umana giustizia e della speranza oltre ogni umana speranza; così, frotte di pellegrini e infermi giunsero alla chiesa, attratti sia dalla fama del miracolo, sia dal desiderio della sanità, ottenendo ogni sorta di grazie e favori.

#### Data del prodigio
La data del miracolo accettata dalla maggior parte degli autori è il 23 agosto 1392.
A questo proposito spiega il Mongitore che, sebbene una iscrizione marmorea realizzata dopo alcuni secoli e collocata sotto un quadro raffigurante il miracolo ne fissasse la data al 13 Agosto 1391, la maggior parte degli autori concorda nel fissarla al 23 agosto dell'anno successivo. Il Pirri inizialmente colloca il miracolo al 23 agosto 1391, ma poi lo corregge in un'appendice al 23 agosto 1392. Spiega infatti il Mongitore che, se il prodigio è avvenuto regnando Re Martino (e la stessa iscrizione lo riporta), dal momento che questi vide Palermo solo nel 1392, il miracolo deve essere ricondotto a tale data.

#### Luoghi del prodigio
Teatro del prodigio, secondo la tradizione, fu il quartiere medievale Cala di Palermo, dove si trovava l’antico porto commerciale della città, al cui ingresso - a destra - sorgeva la piccola chiesetta detta della Madonna del Porto, documentata già nel 1330. 

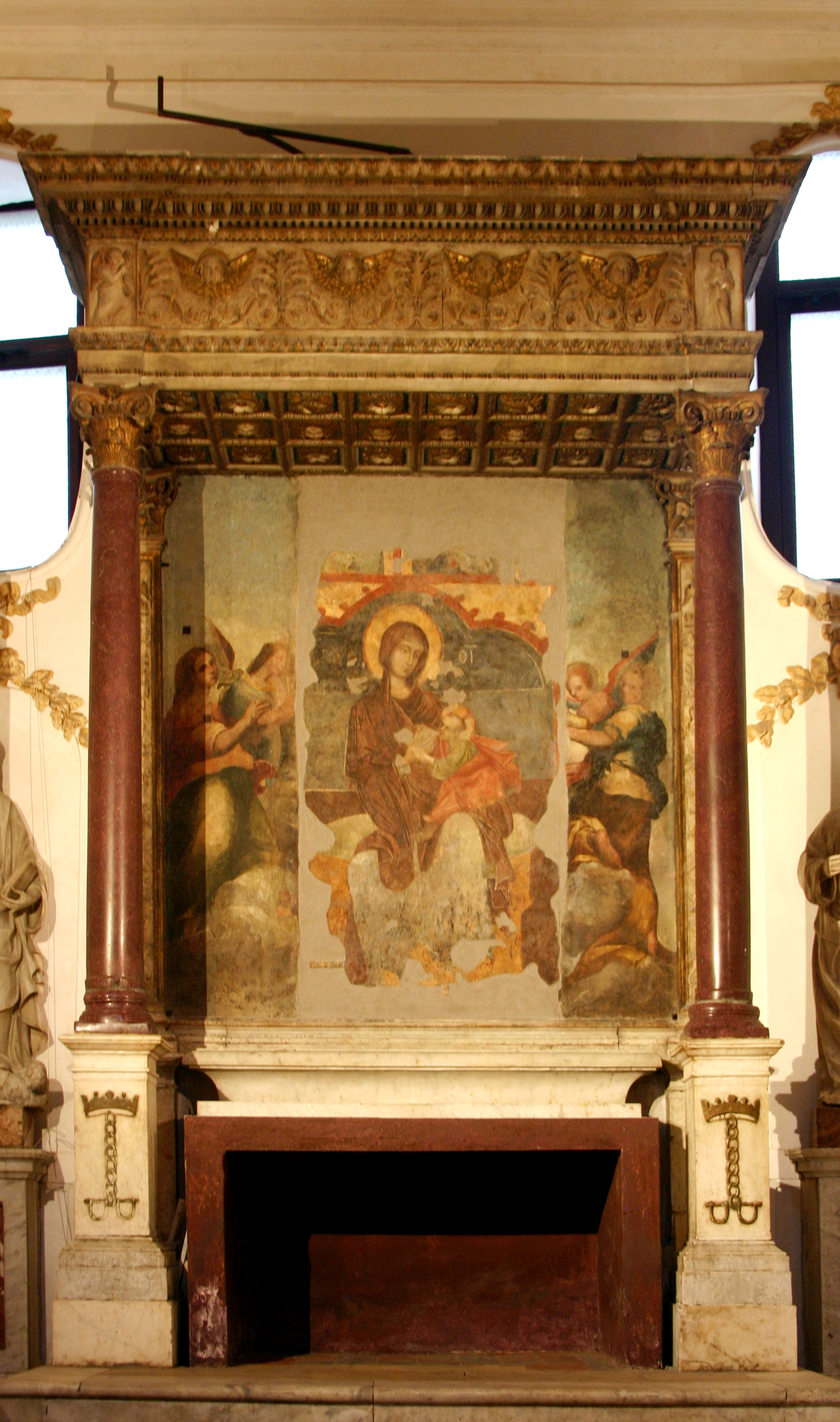
Cappella di Santa Maria della Catena, l'affresco che compì il prodigio.

 Nello stesso luogo oggi sorge la nuova e assai più grande chiesa, capolavoro dell'architettura gotico-catalana, che fu realizzata grazie al "tesoro" che si andò costituendo con i doni portati dai numerosi pellegrini provenienti da tutta l'isola; secondo lo storico Gaspare Palermo è probabile che anche il Re Martino e la regina Maria abbiano contribuito allo scopo con le loro regali elargizioni. 

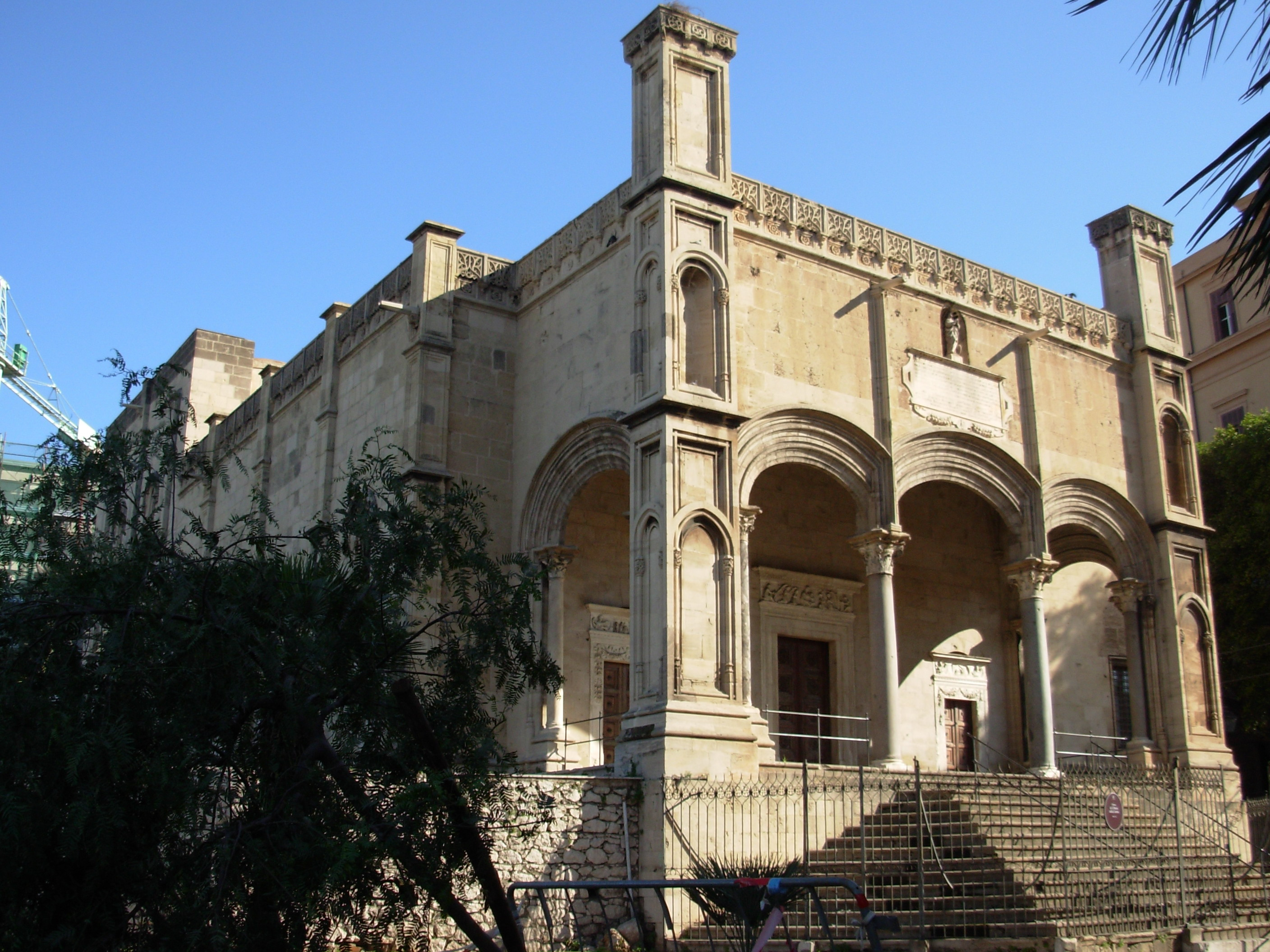
La grande Chiesa di Santa Maria della Catena (Palermo), XVI sec.

L'edificazione del grande tempio da dedicare alla "Madonna della Catena" fu progettata e finalmente iniziata nel centenario del miracolo dall'architetto Matteo Carnilivari (Noto, prima metà del XV secolo - 1506) e giunse al termine sotto la direzione degli architetti Scaglione e Belguardo intorno al 1520.
All'interno del nuovo edificio tuttavia è stata inglobata (senza che venisse del tutto demolita) l'antica chiesetta del porto, che oggi costituisce la seconda campata laterale della navata destra: nella cappella, impreziosita da numerose opere di pregio, sono dunque visibili ancora oggi l'antico ingresso varcato dai condannati e il trecentesco affresco che compì il miracolo e fece udire la sua voce, incorniciato da un baldacchino con colonne in alabastro, ogni anno meta privilegiata di diversi pellegrinaggi. Di autore ignoto, l'immagine prodigiosa rappresenta la "Vergine delle grazie", cioè la Madonna mentre allatta il Bambino, e caratteristica di questo dipinto è proprio l’aspetto del Bambino che - seguendo i canoni tipici delle iconografie bizantine - è raffigurato con sembianze adulte; questo perché nella cultura liturgica bizantina si riteneva che Gesù fosse stato sempre saggio e maturo, già sin da bambino, come la testolina semi calva con incipienti stempiature intende suggerire.
A partire dal XVI-XVII secolo l'affresco è stato nascosto alla vista dei fedeli dalla sovrapposizione di un altro affresco, sempre a tema mariano, applicato con grande probabilità nel periodo successivo al Concilio di Trento (1545-1563), forse perché l'immagine prodigiosa non era stata ritenuta conforme ai canoni del Concilio in quanto rappresentava la Vergine con il seno nudo (alcune porzioni di questa copertura si possono ancora vedere ai lati dell'immagine, come testimonianza storica). L'affresco è stato invece riportato alla luce, soltanto durante i restauri del 1990, che hanno consentito a fedeli e visitatori di poter riabbracciare, dopo diversi secoli, quell'antica immagine cara alla devozione popolare.

#### Diffusione del culto
Secondo molti autori - il Mongitore cita a questo proposito Pirri, Cannizzaro, Massa, Silos e Novarini - il titolo di Madonna della Catena nasce in Sicilia proprio in seguito al miracolo dei condannati di Palermo; secondo altri autori, invece, è probabile che il nome "chiesa della catena" si usasse già prima in Palermo ma solo in senso geografico, cioè per indicare la chiesetta del porto, poiché ad essa veniva attaccata l'estremità destra della lunga e massiccia catena che chiudeva il porto per motivi di sicurezza, che è menzionata nei registri del senato Messinese già nel 1326, come riporta Gaspare Palermo.
Fatto sta che, ad ogni modo, il titolo di "Madonna della Catena" nel XV secolo si inizia a diffondere nell'isola insieme alla notizia del prodigio palermitano, dunque solo una volta assunto il significato di "Madonna che libera dalle catene", di "potente liberatrice" proprio sull'onda dell'evento miracoloso sopra riportato, affermandosi rapidamente non soltanto in Palermo bensì in diversi altri luoghi della Sicilia e della Calabria. L'espansione della devozione ebbe poi uno sviluppo ancora maggiore nel secolo XVI, quando la Vergine della Catena divenne patrona di molti comuni dell'isola, soprattutto sul versante orientale - uno dei primi fu Riesi (CL) - e venerata in tantissimi altri, raggiungendo tutto il Meridione d'Italia e non solo, dove il suo culto esiste tutt'oggi (è significativo che alcuni comuni come Aci Catena e Catenanuova debbano il loro nome proprio a questa devozione mariana).

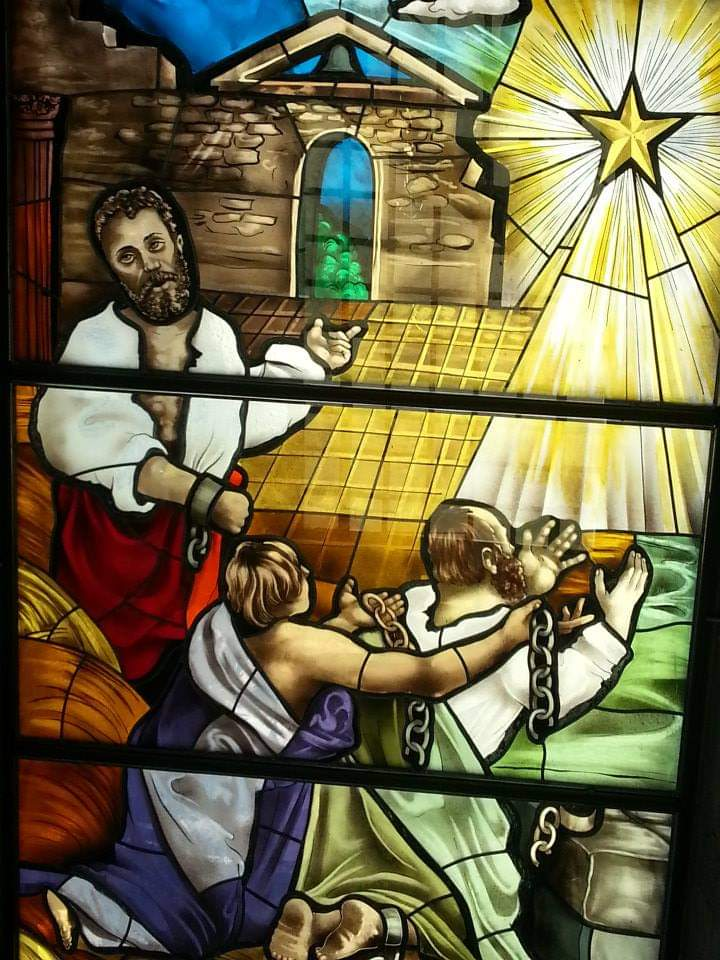
Vetrata raffigurante il miracolo delle catene, XX secolo.

#### Storicità del prodigio
Varie sono le posizioni sulla storicità dell'evento prodigioso: gli autori riportati dal Mongitore (ancora una volta Pirri, Cannizzaro, Massa, Silos e Novarini) ne sostengono l'autenticità; qualche autore moderno solleva invece qualche perplessità, a motivo del fatto che le cronache del prodigio di cui noi oggi disponiamo sono un po' più tardive rispetto all'avvenimento. A questo proposito, se è vero che non è possibile affermare con assoluta certezza storica che il miracolo sia realmente avvenuto, tuttavia bisogna considerare pure che vi sono elementi che depongono a favore della sua autenticità: il titolo, infatti, già nel Quattrocento doveva avere avuto una certa diffusione in quanto lo testimoniano alcune opere artistiche, ad esempio un polittico realizzato a Taormina nel 1504 (prima ancora della costruzione della chiesa grande), per cui è assai probabile che si parlasse del miracolo già allora, ovvero pochi decenni dopo la tradizionale data del prodigio; inoltre, il fatto che nel costruire la nuova chiesa si sia avuta la cura di conservare l'affresco trecentesco della precedente chiesetta del porto a cui è attribuito il prodigio, anziché demolirla del tutto (cosa che sarebbe stata più agevole) può comunque considerarsi un altro indizio che già allora quel luogo e quel dipinto si ritenessero particolarmente significativi. Bisogna poi osservare anche che il tempio fu molto caro a diversi nobili e ricevette visite (documentate) da personaggi illustri nel corso dei secoli, tra i quali la regina Giovanna di Trastámara  e il viceré Ferrante I Gonzaga.

### Culti locali di diversa origine
La Vergine Maria è venerata con il titolo di "Madonna della Catena" anche in diversi luoghi in cui il suo culto nacque per motivi diversi dal "prodigio delle catene" di Palermo: in alcuni luoghi - come Laurignano o San Silvestro al Quirinale - il culto è legato ad altri eventi miracolosi, in altre città esso deriva da altri eventi locali o anche dalle incursioni barbaresche (del XVI secolo) che riducevano molti in schiavitù, i quali si appellavano alla Madonna per supplicare la propria liberazione; in questo senso il titolo della Catena si apparenta anche ad altri titoli mariani analoghi come quello di Madonna del Soccorso o degli Schiavi, Madonna di Aparecida, e Madonna della Mercede (che significa "della Misericordia" e nasce in Spagna con l'opera dei padri Mercedari).

## Significato del titolo
Il titolo di Madonna della Catena, al di là della dimensione miracolistica e devozionale, possiede un profondo significato spirituale e teologico, ben comunicato dall'iconografia con cui viene comunemente raffigurata; la Vergine è infatti rappresentata mentre mostra ai fedeli la catena (slegata), che reca in mano come un trofeo, come una perenne testimonianza della sua potenza e della sua pietà, invito a sperare oltre ogni umana speranza; in quella catena si possono leggere tutte le catene, le angustie, i problemi, i pericoli che attanagliano la vita umana, che Maria può trionfalmente sciogliere.

### Le catene spezzate
Le catene, dunque, sono in primo luogo simbolo di oppressione, affanno, schiavitù, angustie di varia natura (personali, domestiche, etc...), e per questo i fedeli si rivolgono con fiducia a Colei che può sciogliere questi vincoli, che non mancano mai di contristare la vita di ogni uomo (in questo senso il titolo della Catena si apparenta con il più recente di "Maria che scioglie i nodi", diffuso dal pontefice romano Francesco).
Non a caso sin dagli albori della cristianità il popolo cristiano supplica a Maria la liberazione dai pericoli, come testimonia anche la preghiera del "Sub tuum praesidium" già presente in un papiro egiziano copto datato addirittura al 111 d.C., che esprime l'atteggiamento di un intero popolo martire delle persecuzione, vivente in uno stato di continuo pericolo e anelante la liberazione.
Allo stesso modo, dopo duemila anni, la Liturgia cattolica (nel prefazio "Maria madre del Redentore e ministra di redenzione") proclama che la Vergine "innalzata alla Gerusalemme del cielo, continua la sua opera accanto al Re della gloria, come avvocata e ministra di salvezza" e "con materna sollecitudine si china sui fratelli del suo Figlio che gemono nell'oppressione e nell'angoscia, perché, spezzati i ceppi di ogni schiavitù, riacquistino la piena libertà del corpo e dello spirito".
Ugualmente il pontefice della chiesa cattolica Giovanni Paolo II insegnava in un'omelia che "Ella libera con bontà, in modo materno. All’uomo, caduto nel più profondo e “avviluppato” dai molti lacci, occorre questa sicurezza: che c’è Qualcuno che pensa a lui come al proprio figlio; Qualcuno di fronte a cui egli non ha perso il suo valore." A questo proposito nel 1871 il canonico cavaliere Aristide Sala osservava che il prodigio palermitano della Madonna della Catena "induce a riflettere i benefici e le virtù del cristianesimo che ha conforti persino per il delinquente che, rigettato dalla società, muore infamato per mano del carnefice, e dà allo stesso innocente, ingiustamente dannato al disonore e alla morte, forza di rassegnarsi e perdonare".
Dunque, il titolo della Catena nella tradizione cattolica è segno della compassione della Vergine proprio per gli sventurati, consolazione per gli afflitti, conforto per chi in lei si rifugia nella calamità, prova della sua Misericordia, certezza del suo intervento di liberazione, secondo le parole di san Giovanni Maria Vianney: "Quale consolazione per noi nei nostri affanni e nelle nostre pene, sapere che Maria vuole e può soccorrerci! (...) Tutto quello che il Figlio chiede al Padre gli è concesso. Tutto ciò che la Madre chiede al Figlio le è concesso allo stesso modo!" Una volta infrante, perciò, le catene diventano l'immagine della riguadagnata libertà che Maria ottiene da Cristo per i suoi figli.

### Fondamento teologico
In effetti, se la catena spezzata è simbolo di libertà riacquistata, essa è anzitutto simbolo di quella libertà che, nella religione cattolica, è ritenuta la più alta e la più vera: la libertà dal peccato, ovvero la "libertà dei figli di Dio". Giovanni Paolo II insegna che "la liberazione operata da Cristo a prezzo della sua passione e morte in croce è la liberazione da ciò che nel più profondo dell’uomo ostacola il suo rapporto con Dio. A quel livello il peccato significa schiavitù; e Cristo ha vinto il peccato per innestare nuovamente nell’uomo la grazia della divina figliolanza, la grazia liberatrice", secondo le parole di san Paolo: "E voi non avete ricevuto uno spirito da schiavi per ricadere nella paura, ma avete ricevuto uno spirito da figli adottivi per mezzo del quale gridiamo: «Abbà, Padre!» (Rm 8, 15)".
In questo senso si comprende come il titolo di Madonna della Catena vada ben oltre il solo significato devozionale della tradizione popolare, rivelando un fondamento teologico di assoluta solidità.
Tale titolo risulta, infatti, assai adatto ad esprimere il ruolo singolare che la dottrina cattolica riconosce a Maria nell'economia della redenzione: quello di mediatrice singolare della salvezza, cioè della liberazione degli uomini dalle catene del peccato.
Effettivamente, molte volte la Sacra Scrittura descrive la condizione del peccato come una condizione di schiavitù e la situazione dei peccatori come di prigionieri ridotti in catene, e parimenti adombra implicitamente o descrive esplicitamente Gesù Cristo come il liberatore da queste catene;
tra i vari passi significativi, si possono citare ad esempio:
- il libro dei Proverbi scrive: "Ciascuno è avvinto dalle catene dei propri peccati" (Pr 5,22).
- le profezie di Sofonia parlano di condanna revocata: "Rallegrati con tutto il cuore, figlia di Gerusalemme! Il Signore ha revocato la tua condanna, ha disperso il tuo nemico";
- le profezie di Isaia, che Gesù riferisce a sé leggendole nel tempio, così descrivono la missione salvifica del Cristo: "Lo spirito del Signore Dio è su di me, mi ha mandato a portare il lieto annunzio ai poveri, a proclamare la libertà degli schiavi, la scarcerazione dei prigionieri, a promulgare l'anno di misericordia del Signore";
- sempre Isaia così descrive l'avvento del Messia: "Il popolo che camminava nelle tenebre ha visto una grande luce; Perché tu hai spezzato il giogo che l’opprimeva, la sbarra sulle sue spalle, e il bastone del suo aguzzino. Perché un bambino è nato per noi";
- le preghiere dei salmi, in molte occasioni, elevano lodi per la liberazione di Israele dalla schiavitù, che sin dai tempi apostolici la chiesa ha compreso essere figura della liberazione dal peccato operata da Cristo e dunque riletto in chiave cristologica: "mi stringevano funi di morte (...) Sì, io sono il tuo servo, Signore, figlio della tua ancella: hai spezzato le mie catene" (salmo 115); "Scioglimi dal laccio che mi hanno teso, perché sei tu la mia difesa. Alle tue mani affido il mio spirito; tu mi hai riscattato, Signore, Dio fedele" (salmo 30); "Noi siamo stati liberati come un uccello dal laccio dei cacciatori: il laccio si è spezzato" (salmo 123); "quando il Signore ricondusse i prigionieri di Sion, ci sembrava di sognare; riconduci, Signore, i nostri prigionieri" (Salmo 124);"Strappa dal carcere la mia vita" (Salmo 141,8); e similmente i salmi 29, 66, 116 e altri ancora;
- nei vangeli di Marco (5,1ss) e Luca (8,29) la condizione dell’uomo schiavo di se stesso e del proprio libertinaggio, è rappresentata dall’episodio dell’indemoniato costretto a vivere nei sepolcri legato con ceppi e catene, che Gesù guarisce e libera;
- nel vangelo di Giovanni Gesù dice: “In verità, in verità vi dico: chiunque commette il peccato è schiavo del peccato. Ora lo schiavo non resta per sempre nella casa, ma il figlio vi resta sempre; se dunque il Figlio vi farà liberi, sarete liberi davvero” (Gv 8, 34-36);
- nella lettera ai Romani, l'apostolo riflette: "La creazione infatti è stata sottoposta alla caducità - non per sua volontà, ma per volontà di colui che l'ha sottoposta - nella speranza che anche la stessa creazione sarà liberata dalla schiavitù della corruzione per entrare nella libertà della gloria dei figli di Dio";  e similmente, nella lettera ai Colossesi: "Ringraziamo con gioia Dio, perché ci ha messi in grado di partecipare alla sorte dei santi nella luce, ci ha liberati dal potere delle tenebre, ci ha trasferiti nel regno del suo Figlio diletto, per opera del quale abbiamo la redenzione, la remissione dei peccati;
- l'apostolo Giovanni nell'Apocalisse scrive: "Colui che ci ama e ci ha liberati dai nostri peccati con il suo sangue, che ha fatto di noi un regno, sacerdoti per il suo Dio e Padre" (tra l'altro, sempre nell'Apocalisse, l'apostolo presenta l'immagine dell'angelo che riduce il diavolo in catene, nella condizione di schiavitù propria del dominio del peccato).

Se dunque Cristo è il «redentore del mondo» che con il suo sacrificio ha spezzato le catene del peccato e conquistato agli uomini «la libertà filiale» (la libertà dei figli di Dio), la madre di Cristo, essendo la serva del Signore (cfr Lc 1,38) ed avendo dedicato tutta sé stessa all'opera del Figlio (Lumen Gentium, 56), giustamente deve essere riconosciuta come sua strettissima socia, come recita un prefazio:
"Nel disegno mirabile della tua provvidenza, tu hai congiunto indissolubilmente la Vergine Maria alla missione redentrice del tuo Figlio. Madre tenerissima nell'umiltà del presepe, stette presso la croce come generosa compagna della passione". La dottrina cattolica dunque riconosce che è attraverso la mediazione di Maria che il redentore entra nel mondo per salvarlo e che proprio Maria ha cooperato in maniera indissolubile allo scopo: è lei la speciale mediatrice della liberazione degli uomini dalla schiavitù del peccato, che nuovamente lega l'umanità perduta al suo eterno Creatore.
Del resto, sono numerosi anche i riferimenti scritturistici che adombrano il ruolo della Vergine come mediatrice della liberazione dal peccato:
- già nella Genesi questo mistero è espresso in maniera precisa dalle seguenti parole: "Io porrò inimicizia tra te e la donna, tra la tua stripe e la sua stirpe: questa (la stirpe, ndr.) ti schiaccerà la testa e tu le insidierai il calcagno";
- Il profeta Isaia lo adombra nelle parole: "la vergine concepirà e partorirà un figlio, che chiamerà Emmanuele. Egli mangerà panna e miele finché non imparerà a rigettare il male e a scegliere il bene", da leggere in associazione al sopracitato brano dello stesso autore Is 9, 1-6;
- è adombrato nel libro di Giuditta, la donna di Israele che con grande coraggio liberò il popolo dall'assedio di Oloferne, figura di Maria che lottando con l'antico serpente procurò la salvezza alla Chiesa, nuovo Israele (Gdt 15,8-10.14; 16,13-14);
- è adombrato nel libro di Ester (Est 4,17), in cui la regina Ester interviene per la salvezza del popolo;
- nel vangelo di Giovanni, dove Maria sta presso la croce, seguendo il figlio nel calvario;
- è esplicitato nella lettera dell'apostolo Paolo nelle parole: "Eravamo come schiavi degli elementi del mondo. Ma quando venne la pienezza del tempo, Dio mandò il suo Figlio, nato da Donna, nato sotto la legge, per riscattare coloro che erano sotto la legge, perché ricevessimo l'adozione a figli. E che voi siete figli ne è prova il fatto che Dio ha mandato nei nostri cuori lo Spirito del suo Figlio che grida: Abbà, Padre! Quindi non sei più schiavo, ma figlio";
- nell'apocalisse di san Giovanni apostolo, dove è presentata l'immagine dello scontro escatologico tra la Donna e il serpente.[18]

È dunque assai significativo che le parole attribuite al prodigioso affresco palermitano ("Partite alla libertà, né v'opprima alcun timore di morte: a mia intercessione già il mio divino Figliuolo, che porto in braccio, v'ha sciolto dalle catene e v'ha concesso la vita!") riflettano proprio questa dottrina, e possano dunque essere rilette anche come un efficace compendio della mediazione di Maria nella redenzione degli uomini dalle catene del peccato per la libertà filiale che apre finalmente le porte della vita eterna (ai condannati, destinati alla morte, per la mediazione di Maria si aprono le porte ed è ridata la vita).

### Catene che legano a Dio
Riaperte per l'opera di Cristo e la mediazione della Vergine le porte della vita eterna e ritrovata la libertà della figliolanza divina, gli uomini devono però riuscire a non perdere nuovamente tale libertà, secondo le parole dell'apostolo Paolo: "Cristo ci ha liberati perché restassimo liberi" (Gal 5,1). Spiega infatti Giovanni Paolo II: "l’uomo apprezza molto la libertà; ma allo stesso tempo spesso non sa usufruirne, ne usufruisce male. Spesso l’uso distorto della libertà fa sì che l’uomo la perda; cessa di essere libero.
Il Cristo ci insegna il buono e perfetto uso della libertà. La Madre di Cristo collabora col suo Figlio in questa grande opera che egli vuol compiere (...) Cari Fratelli e Sorelle! Affidiamo la nostra libertà a Maria. Lei ci aiuterà a scoprire quel vero bene, che la libertà contiene. Lei ci aiuterà a fare il migliore uso della libertà; lei che “libera”, così come fa ogni madre." Queste parole del pontefice cattolico fanno comprendere l'ultimo aspetto del titolo di Madonna della Catena che resta da considerare, che si è molto sviluppato nella spiritualità popolare delle consacrazioni: quello delle catene che legano a Dio.
Questo aspetto è ben riassunto dalle parole di sant'Alfonso Maria de' Liguori, che in una strofa della composizione "O bella mia speranza" recita: "Stendi le tue catene e m’incatena il core, che prigionier d’amore fedele a Te sarò. Sicché il mio cor, Maria, è tuo, non è più mio; prendilo e dallo a Dio, ch'io non lo voglio più". Spesso, infatti, la spiritualità popolare usa chiedere alle Vergine che, spezzate le "pesanti catene del peccato", ella avvolga i suoi figli con le "sue dolci catene d'amore", in modo che diventino dei veri servi di Maria, come il Venerabile Francesco Maria di Francia esplicitò nel suo breve componimento: "sono schiavo di Maria, della gran Madre d'amor, tutta in lei la vita mia, le ho sacrato affetti e cor. E così quest'alma mia paga è già, non cerca più: reso schiavo di Maria sono tutto di Gesù". Si tratta, in altre parole, della pia pratica della consacrazione a Gesù per Maria, molto diffusa nel popolo cristiano: affidare la propria libertà alla Vergine, chiederle di diventare "sua proprietà", di essere legati con i suoi "dolci vincoli della fede e della carità" per assicurarsi sotto il suo manto di giungere a Cristo e alla salvezza eterna.
In questo senso, l'antica devozione della Madonna della Catena assume una nuova attualità, diventando la catena della Vergine il simbolo della consacrazione al suo Cuore Immacolato, fortemente voluta secondo la tradizione dalla Madonna di Fatima e raccomandata in molteplici occasioni anche dal magistero recente della Chiesa cattolica, infatti messo in pratica da tutti i Pontefici (il motto di Giovanni Paolo II, ad esempio, era proprio "Totus Tuus").

### Preghiera
Preghiera indulgenziata
Il 3 Gennaio 1906 papa Pio X arricchì con una indulgenza di cento giorni una preghiera alla Madonna della Catena, che richiama un'immagine dell'Apocalisse che vede l’angelo legare con una catena il dragone mortale, cioè il diavolo, affinché non possa nuocere agli eletti.
Invocazioni legate al titolo
Si apparentano al titolo della Catena le seguenti invocazioni: Vergine pietosa, Vergine Liberatrice, Madre della Misericordia, Vergine della speranza, Rifugio dei derelitti, consolazione degli afflitti, Madre della libertà, Madre della vita, Madre che libera dalla morte,
Regina misericordiosa, Madre che asciuga le lacrime, Sorriso nelle tempeste, Mediatrice di grazie.
Preghiera del Rosario
Tra i sopracitati vincoli che attraverso Maria legano a Dio, infine, c'è tradizionalmente anche la preghiera del Rosario: esplicative a questo proposito sono le parole della celebre supplica alla Madonna di Pompei, di Bartolo Longo: "O Rosario benedetto di Maria; Catena dolce che ci rannodi a Dio; Vincolo di amore che ci unisci agli Angeli; Torre di salvezza negli assalti d'inferno; Porto sicuro nel comune naufragio, noi non ti lasceremo mai più".

## Miracoli celebri
Oltre al miracolo palermitano dei tre condannati, molti altri eventi miracolosi sono attribuiti all'intercessione della Madonna della Catena, cosa che spesso la pietà popolare ha interpretato come un segno di gradimento del titolo da parte della Vergine.
Palermo
Sempre nella chiesa di Palermo, una lastra marmorea collocata sul prospetto della loggia, in cima alla facciata, riporta un'iscrizione di Antonio Veneziano dedicata alla "Santa Patrona Cristina" e alla "Divina Maria della Catena" nella quale si ringrazia per un miracolo avvenuto nel 1592 (a due secoli esatti dal "prodigio delle catene" e a un secolo esatto dall'avvio della costruzione della chiesa grande): nel corso della carestia che imperversava duramente, per intercessione della Vergine della Catena e di santa Cristina una nave carica di frumento fece scalo inaspettatamente in città, sfamando così i suoi abitanti (evento ricordato come "miracolo di santa Cristina").
Il Mongitore riporta inoltre varie altre grazie attribuite all'affresco prodigioso ivi venerato, annoverandolo tra le più illustri e miracolose immagini palermitane di Maria.
Roma
Ad una guarigione miracolosa si attribuisce l'origine del culto alla Madonna della Catena presso la chiesa di San Silvestro al Quirinale a Roma. nel XVII secolo una tavola raffigurante la Virgo Lactans intervenne prodigiosamente restituendo il senno ad un giovane malato di mente, che da due anni era legato con delle catene, che furono poi offerte all'immagine come ex-voto.
Laurignano
A Laurignano, secondo la tradizione tramandata presso il popolo, la devozione della Madonna della Catena nasce in relazione a un miracolo che si ritiene avvenuto a inizio XIV secolo in favore di un mendicante cieco (Simone Adami) a cui sarebbe apparsa una Signora che successivamente avrebbe riconosciuto in un'immagine della Madonna che tiene una catena presente all'interno di una chiesa abbandonata.
Aci Catena
L'11 Gennaio 1693 gran parte della Sicilia orientale fu colpita da un violentissimo sisma (l'intensità stimata è del 7.4 grado Richter o XI Mercalli) che non risparmiò Aci Catena, dove l'antica chiesa della Vergine della Catena cadde rovinosamente, ma restarono prodigiosamente intatti proprio l'altare con la sua icona quattrocentesca e il simulacro; inoltre Aci Catena registrò meno di cento vittime, diversamente dai paesi vicini; il popolo riconobbe in questo la protezione della Vergine e ricostruì rapidamente la chiesa.
Mareeba (Australia)
Il culto della Madonna della Catena dalla Sicilia giunge anche all'estero, in Australia, grazie ad uno dei miracoli più recenti ad Essa attribuiti.
Nel settembre 1959 a Brisbane (Australia) il siciliano Salvatore Catalano, molto devoto alla Madonna che liberò i condannati, doveva essere operato di cancro e tutta la famiglia si riunì così intorno a lui; in seguito a sopraggiunte complicazioni, prospettandosi ben poche speranze di superare la malattia, l'uomo promise alla famiglia che, se fosse sopravvissuto, avrebbe portato la devozione della Madonna della Catena a Mareeba. Così, avendo ottenuto una guarigione completa, l'uomo tornò a Mareeba e con l'amico Leonardo cominciò una raccolta fondi per sostenere l'invio del simulacro dall'Italia e adempiere alla promessa; la statua arrivò a Mareeba nel settembre 1961 e tutt'oggi è annualmente festeggiata la seconda domenica di settembre con tanto di processione, mentre molti fedeli donano “catene” o “gioielli d'oro” per richiedere grazie e prodigi.

## Città e patronati
In Sicilia, Maria Santissima della Catena è patrona di:
- Aci Catena
- Bruzzano Zeffirio
- Castiglione di Sicilia
- Castel di Tusa
- Dinami
- Fiumefreddo di Sicilia
- Librizzi
- Maria Vergine (frazione di Santa Venerina)
- Mongiuffi Melia
- Riesi
- Quartiere Baglio-Ficara a Roccalumera
- San Piero Patti
- Scillato
- Randazzo

## Festeggiamenti in onore di Maria SS. della Catena
Festeggiare la Madonna della Catena significa ringraziare la Vergine per la sua materna e continua opera di protezione sui figli a cui spezza i ceppi e risolve le angustie della vita, anche nel ricordo dei celebri prodigi tramandati dalle tradizioni popolari.
Antonio Mongitore, racconta che anticamente la festa della Madonna della Catena si celebrava (almeno a Palermo) la domenica successiva all'Assunzione di Maria in Cielo, e riporta la testimonianza di un antico "banno" per tale data nel 1545 di un palio "a gloria di la gloriosissima Vergini Maria di la Catina".
Tuttavia oggi la festa in onore della Madonna della Catena si celebra in date diverse, in base alle tradizioni del luogo, spesso nella prima domenica di settembre.

### Sicilia

#### Castiglione di Sicilia (CT)
In onore della Madonna della Catena, patrona di Castiglione di Sicilia, si svolge ogni anno una sontuosa festa, che è tra le più sentite nell'alta valle Alcantara. La cittadina possiede uno dei santuari più famosi della Sicilia, iniziato nel 1655,quando una frana rese inagibile la precedente chiesa di S.Giacomo, nella quale la devozione alla Madonna della Catena era fiorita dopo il miracolo di Palermo.
Quando in Sicilia era sparsa la notizia che la Vergine in una chiesetta di Palermo, in una notte piovosa dell'agosto 1392 aveva liberato dalle catene tre giovani, innocenti, ma condannati a morte dalla giustizia. Nel XVII e XVIII secolo essa si svolgeva il giorno successivo a quella di San Giacomo, cioè il 26 luglio, mentre dal 1784 si celebra la seconda domenica d'agosto.
Nel 1809, in seguito ad una colata lavica che devastò parte del territorio comunale, dopo un voto pubblico che prevedeva un digiuno annuale, nacque invece la cosiddetta festa votiva, che si doveva celebrare la prima domenica dopo la Pasqua, ma che a partire dal 1848, non sappiamo per quali motivi, venne spostata alla prima domenica di maggio. Momento importante della festa è il pellegrinaggio votivo che le popolazioni dei paesi della valle fanno alla Santa. La statua della Madonna della catena, in marmo bianco, del peso di circa sette quintali, si trova all'interno dell'omonima Basilica. Incerto è l'autore, ma appartiene con sicurezza alla scuola dei Gagini. I documenti e la ipotesi vertono tutti su Giacomo e Antonio, figli di Antonello. La grazia singolare dell'opera, la raffinatezza dei volti della madre e del bambino e la corposità del manto, fanno presumere un'influenza michelangiolesca. Giacomo Gagini, infatti, fu per alcuni anni discepolo del grande artista fiorentino.
Due secoli di devozione alla Madonna Maria SS della Catena. Era il lontano 1809 quando quella scultura gaginiana, ancora oggi venerata, salvava parte del territorio castiglionese già devastato ed inghiottito per diverse centinaia di ettari da una colata lavica dell’Etna Un “miracolo” che la comunità non ha mai dimenticato, unitamente ad altri attribuiti alla stessa. Una devozione che è cresciuta nel corso degli anni fino ai nostri giorni, coinvolgendo pure le comunità dei comuni vicini e che vede giungere ogni anno nella Basilica i pellegrinaggi a piedi dei devoti di Francavilla, Moio Alcantara e delle stesse frazioni castiglionesi. Tra devozione e tradizione il rituale della festa votiva ancora oggi costituisce un momento di attrazione e preghiera allo stesso tempo e dove la storica presenza delle Confraternite in processione costituisce un ulteriore elemento di fede e ricerca ma anche di attrazione per i turisti.

#### Riesi (CL)
La Madonna della Catena è Patrona della città di Riesi (CL) che fu uno dei primi comuni ad eleggerla come propria Santa Patrona. Il culto è arrivato a Riesi tramite i Ventimiglia, ricca famiglia spagnola residente a Palermo, feudatari di Riesi, e tramite i padri Carmelitani. Per tradizione la festa della Madonna della Catena si celebra a Riesi la seconda domenica di settembre ed è seguita da un novenario di preparazione dove ai piedi della Madonna giungono tantissimi pellegrini da tutto il comprensorio e non solo. Il 23 agosto si celebra la memoria del miracolo avvenuto in piazza Marina a Palermo nel 1392 e nell'arco della settimana vengono tutte le categorie di persone a chiedere alla Madonna una grazia o ringraziarla per una grazia ricevuta. Il culmine della festa viene raggiunto il sabato notte, giorno della festa, quando giungono dai paesi limitrofi a piedi, alcuni scalzi, centinaia di pellegrini che alle ore 04:00 vengono accolti nella grande e luminosa Basilica-Santuario dove ogni ora seguono le sante messe. Alle 11:00 viene celebrato il Solenne Pontificale dove viene offerta alla Madonna la lampada votiva. La sera è caratterizzata dalla concelebrazione eucaristica seguita dalla processione per le vie della città, accompagnato dalla banda musicale, fuochi d'artificio e fiaccolate, luminarie e un folto numero di parroci e fedeli, del simulacro rappresentante la Madonna della Catena la cui bellissima immagine fatta venire da Palermo è di grande pregio artistico. Il lunedì è caratterizzato da uno spettacolo pirotecnico, dai giochi di piazza e da un concerto che annunciano alla città la fine dei festeggiamenti.

#### Aci Catena (CT)

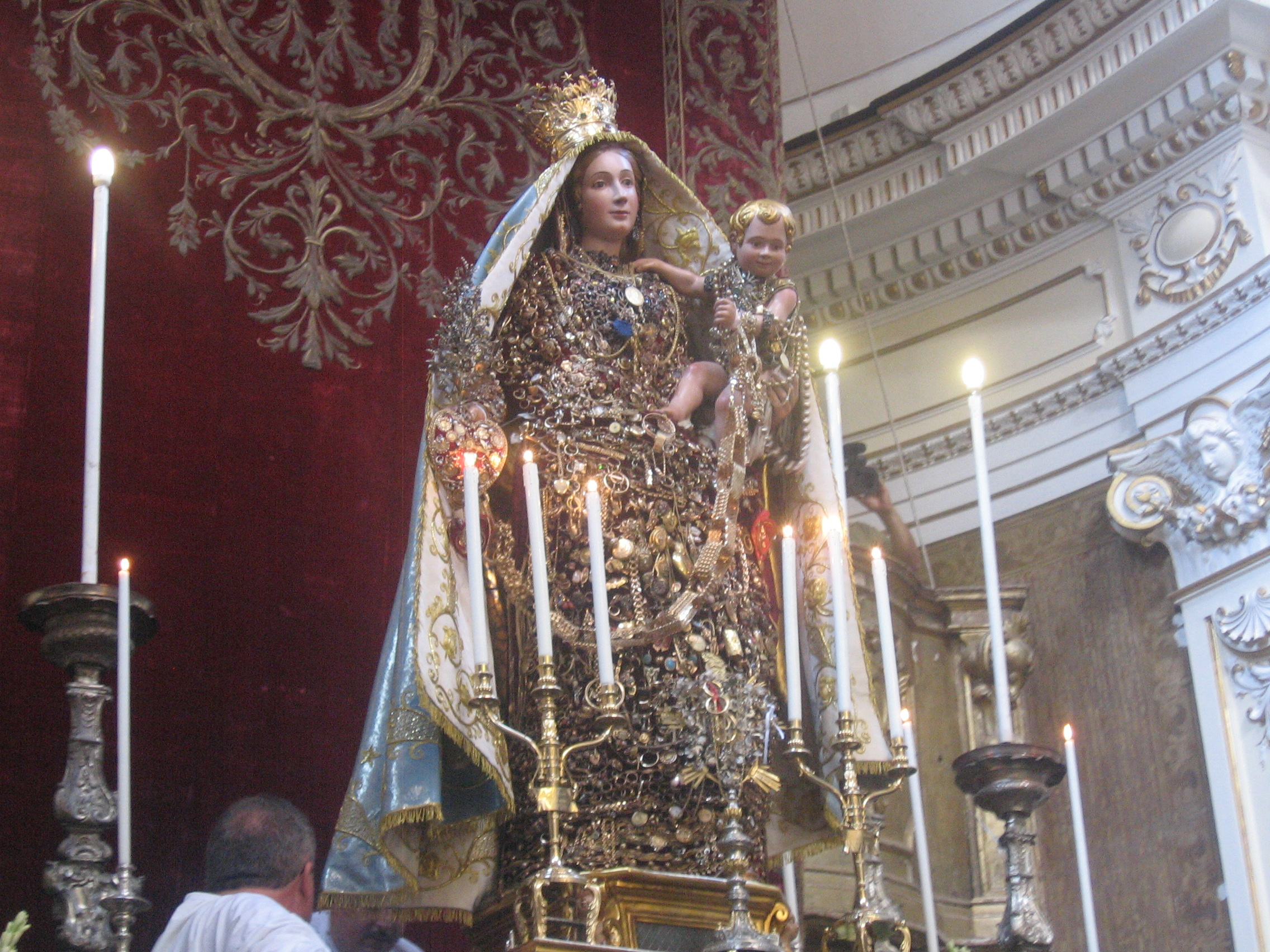
La statua della Vergine venerata ad Aci Catena.

Il culto di Santa Maria della Catena ad Aci Catena nasce nel XV secolo quando nella contrada di "Scarpi" (antico nome di Aci Catena) venne costruita un'edicola con l'icona della Madonna della Catena. Nel 1576, questo piccolo altarino venne trasformato in cappella e affidato alla cura di una confraternita che si dedicava al culto della Madonna.
Il terremoto dell'11 gennaio 1693 causò morte e distruzione in tutto il circondario, ma le fonti narrano che a "Scarpi" le vittime furono meno di un centinaio, allora il popolo, tutto riunito attorno all'icona, ringraziò la Madre della Catena di averli salvati. La devozione crebbe a dismisura, tanto che venne ricostruita la chiesa ancor più grande e bella.
I festeggiamenti si svolgono principalmente il 15 agosto di ogni anno: nei giorni precedenti si svolgono svariate manifestazioni folkloristiche e religiose, come il triduo di preparazione alla solennità. La notte tra il 14 e il 15 agosto i pellegrini, provenienti da molti paesi etnei, raggiungono il Santuario a piedi e aspettano l'apertura delle ante della cappella che custodisce il taumaturgico simulacro seicentesco della Madonna della Catena che viene prelevato e traslato all'altare maggiore.
In alcuni anni particolari, vi è la cosiddetta Fìasta ranni (Festa grande), in cui vi si aggiunge un altro giorno di festa, che può variare tra il 14 o 16 agosto. Nella Fìasta ranni il simulacro della Santa Patrona viene portato nel pomeriggio tra le strade della città nei due giorni scelti, fino a quando in tarda serata, e per alcuni casi anche in nottata, il fercolo col simulacro fa ingresso di corsa nella piazza maggiore della città nella tradizionale Trasuta 'o Chianu (Entrata in piazza) dove un grandioso spettacolo pirotecnico illumina il cielo di Aci Catena.
Insieme alla festa estiva viene onorata la Santa Patrona ogni 11 gennaio, per ringraziarla della protezione durante il terremoto dell'11 gennaio 1693.

#### Castel di Tusa  (ME)

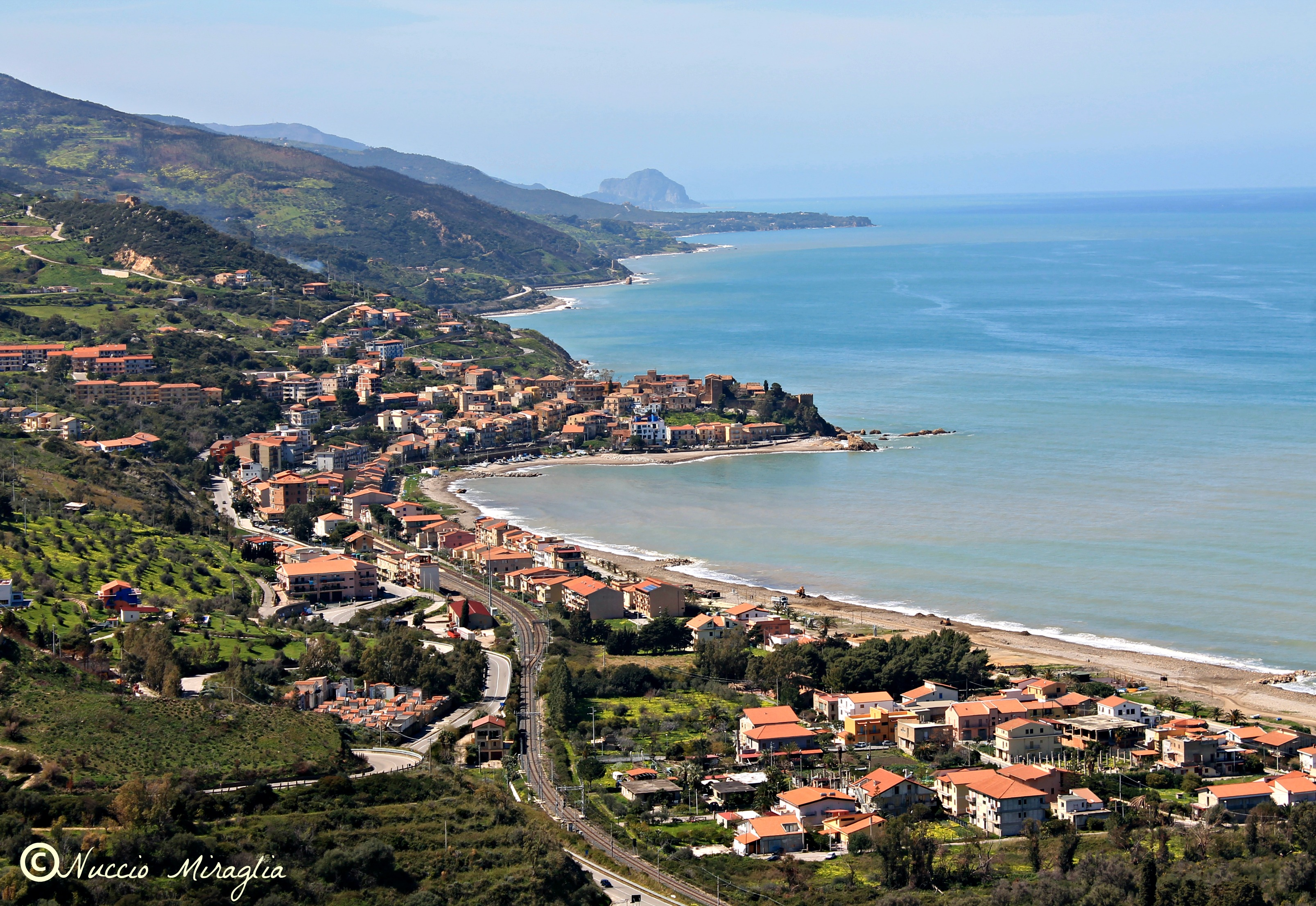
Panorama di Castel di Tusa.

Nella solennità dell'Ascensione del Signore, la comunità di Castel di Tusa, in provincia di Messina, onora la Patrona e Protettrice Maria SS. della Catena. Alla festa ci si prepara con una novena celebrata ogni sera nel Santuario dedicato alla stessa Madonna. La domenica dell'Ascensione, intorno alle ore 7, giungono in chiesa tutti i pellegrini a piedi scalzi provenienti dai paesi vicini (soprattutto da Motta d'Affermo) per sciogliere un voto e ringraziare la Madonna. Vengono celebrate quattro messe. Nel pomeriggio, tempo permettendo, si svolge il tradizionale gioco della Ntinna a mare in onore della Patrona. Dopo la messa vespertina, ha inizio la solenne processione col venerato simulacro della Madonna della Catena, alla quale prendono parte con tanta devozione i paesani, le autorità civili, militari e religiose, e tanti fedeli provenienti dai paesi del circondario. La serata viene allietata dal concerto di qualche artista, al quale seguono i tradizionali giochi pirotecnici sul mare.

#### Roccalumera (ME)
La città di Roccalumera riserva alla Madonna della Catena una venerazione tutta speciale. La prima domenica di settembre di ogni anno, giorno in cui si celebra la festa in suo onore, il quartiere Baglio-Ficara si veste a festa,con una fitta trama di drappi, bandiere, festoni.

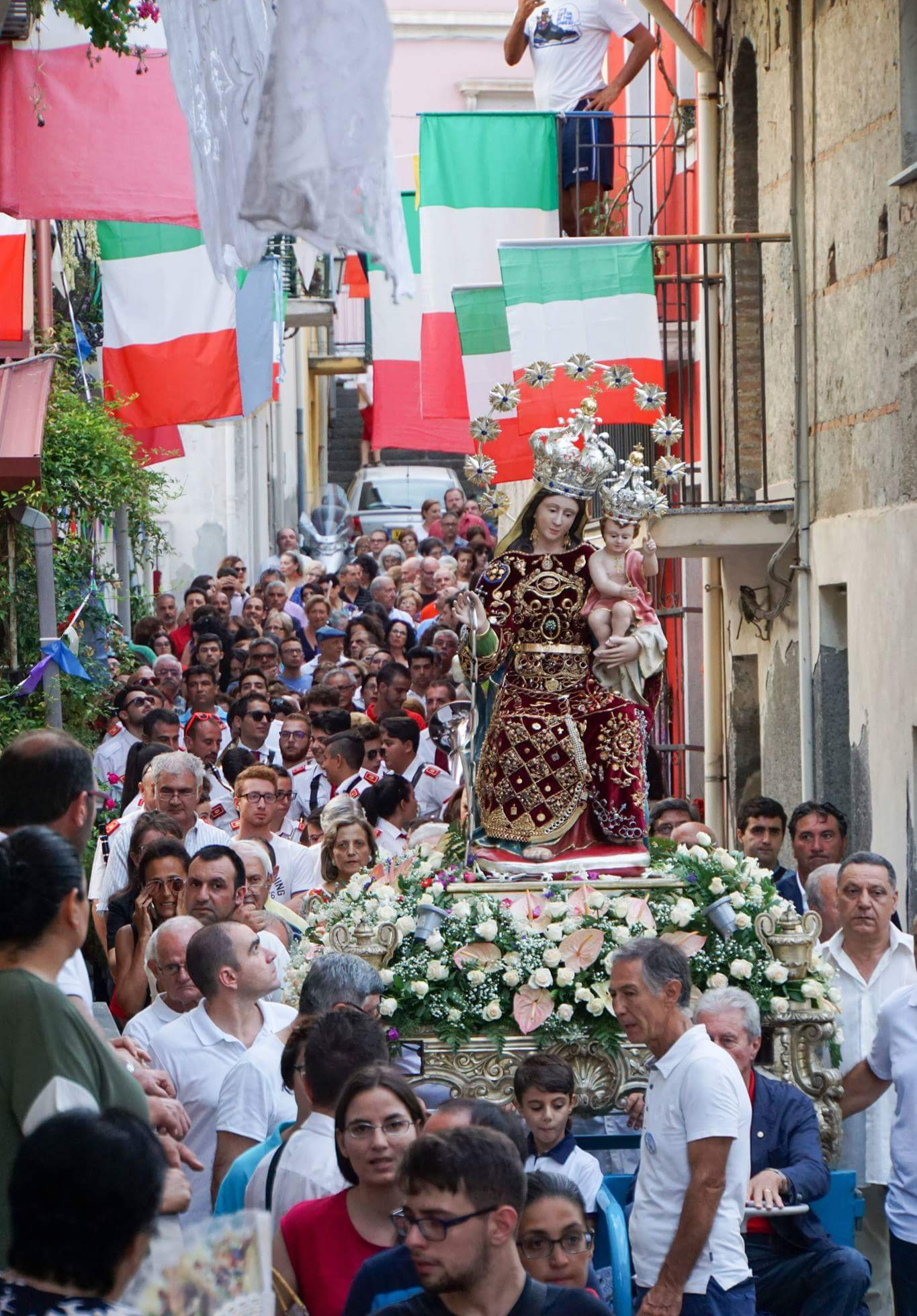
Processione della Madonna della Catena di Roccalumera (Me).

La chiesa, costruita con il lavoro e il denaro degli abitanti del luogo, si riempie di pellegrini provenienti da ogni dove: una corale manifestazione di autentica devozione mariana, che rende la festa della Madonna della Catena una delle devozioni più sentite da tutta la riviera.
Nel pomeriggio una solenne processione accompagna da secoli il simulacro ligneo della Madonna (realizzato dallo scultore gallodorese Francesco Lo Turco nel 1893) lungo tutte le vie della parrocchia a lei intitolata.
A coronare l'evento, che prevede anche un novenario molto partecipato e numerose manifestazioni religiose ed esterne organizzate di anno in anno, un grande spettacolo pirotecnico sul mare conclude la serata dei festeggiamenti.

#### Mongiuffi Melia (ME)

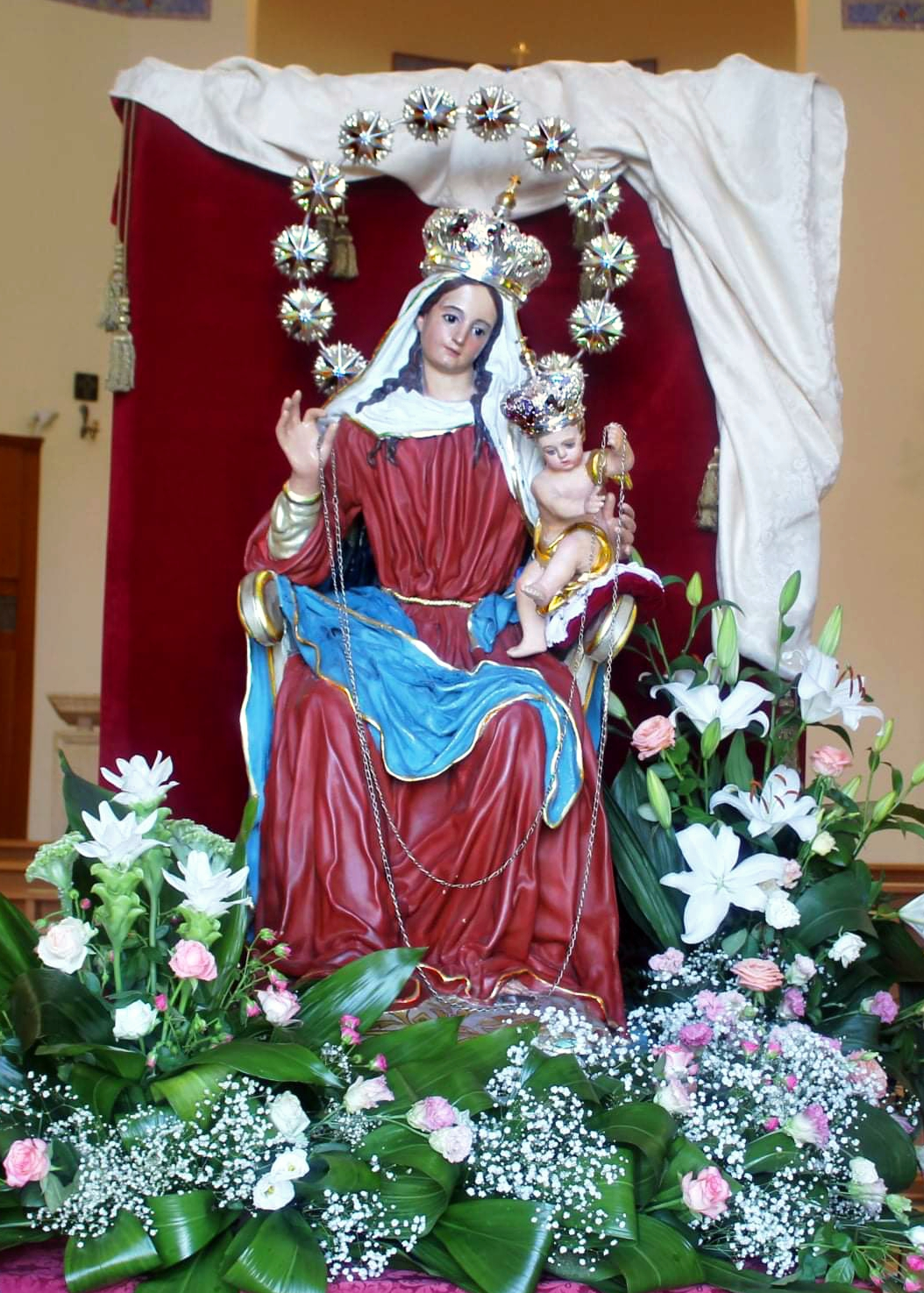
Statua della Madonna.

A Mongiuffi (Messina) il culto della Vergine della Catena risale agli inizi del XV secolo, quando un certo Matteo Lo Pò fece costruire di fronte ai ruderi dell’acquedotto greco romano una chiesetta dove prima preesisteva un’edicola della suddetta.  Essendo troppo fatiscente l’antico Santuario fra gli anni quaranta e sessanta del secolo scorso se n'è portato a termine il nuovo.
La festa si svolge il primo maggio e la prima domenica di settembre. Ancor oggi tanti fedeli arrivano al santuario, viaggiando di notte, anche a piedi da luoghi lontani, attraversando scalzi le vie campestri scalzi portando enormi e pesanti torce.
Il venerdì antecedente ha luogo la Processione degli stendardi che parte dalla Chiesa del Carmelo di Mongiuffi e si snoda per le stradine collinari fino al Santuario della Madonna della Catena. La domenica il corteo muoverà dal santuario fino a Mongiuffi, dove nella giornata di lunedì si svolgerà la processione per le vie del paese. Quindi, l'immagine della Madonna sarà custodita nella Chiesa Parrocchiale fino al 1º maggio, quando sarà riportata in Contrada Fanaca; la partenza dalla Chiesa del Carmelo è preceduta da una processione detta del "saluto", che si tiene per le vie di Mongiuffi.

#### Librizzi (ME)

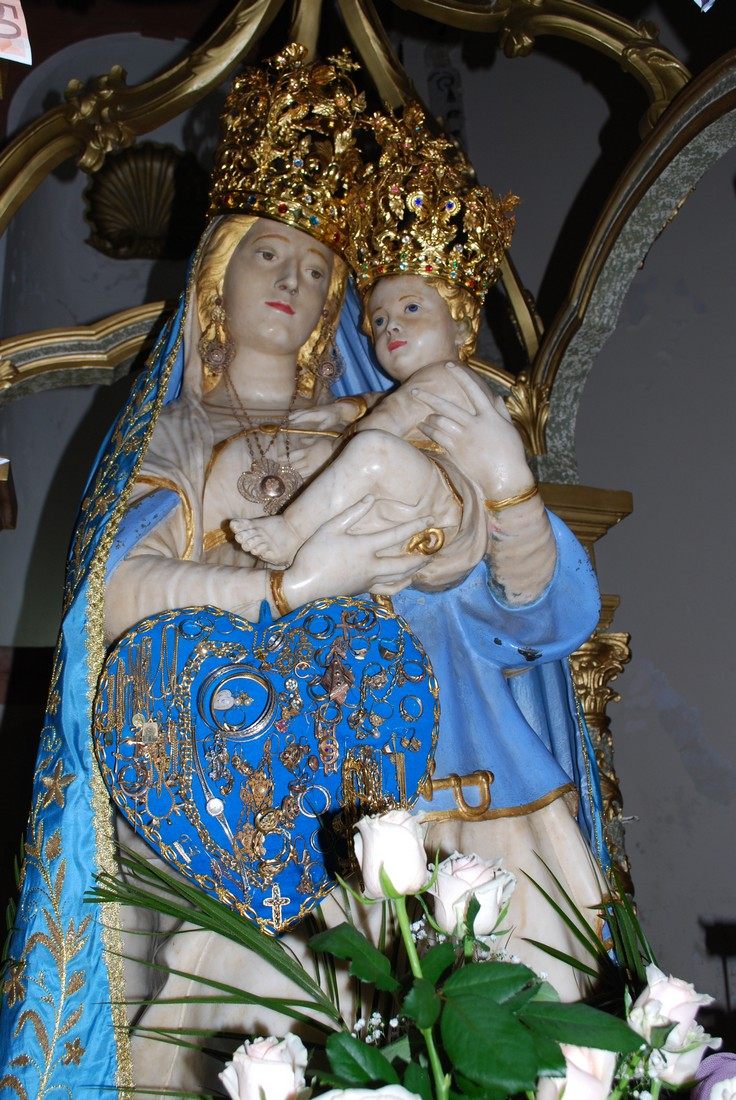
La Statua venerata a Librizzi

A Librizzi, in provincia di Messina, si svolge una processione tra le più caratteristiche di tutta la Sicilia. Durante la festa patronale, che si tiene ogni anno la prima domenica dopo Ferragosto, la statua marmorea della Madonna viene portata in processione per le vie del paese, preceduta dalla statua lignea seicentesca di San Michele Arcangelo. La pesante statua della Madonna della Catena, attribuita ad Antonino Gagini viene portata in processione  su un fercolo in legno (a vara) da 24 portatori. La tradizione vuole che la statua, nel suo viaggio verso Librizzi, giunta in località Maisale, divenne così pesante che i buoi non riuscirono a trainare più il carro che la trasportava. Il cammino riprese solo quando si levò per i campi il suono dell'umile zampogna ('a ciaramedda): la statua poté così raggiungere il cocuzzolo del paese dove è ancora venerata nell'omonima chiesa. Durante la processione è rievocato tale evento e, ad un certo punto del tragitto, sotto un noce, la statua torna ad essere insopportabilmente pesante per i portatori e, ancora una volta, tocca all'umile suono della zampogna rimettere le cose a posto, mentre i portatori proseguono il cammino gridando Viva Maria!
I librizzesi sono soliti offrire come ex voto delle banconote con le quali viene adornato il fercolo: un tempo giungevano tanti dollari dagli Stati Uniti d'America, ove esistono numerosi gruppi di emigrati librizzesi. Nel corso della processione, alcuni devoti camminano scalzi e a ritroso, portando cesti di fiori, per voto.
La statua della Madonna della Catena è attribuita ad Antonino Gagini ed è giunta a Librizzi intorno al 1540. Da allora è sempre uscita in processione e si narra di un prodigio accaduto il 16 agosto 1573, quando una tale Bittuzza, difittusa di un brazzu sinistru, fu posta in la vara durante la processione: si addormentò accanto alla statua della Madonna, e, al ritorno in chiesa, si risvegliò guarita, come descritto nel documento dell'epoca pubblicato da Antonino D'Amico.
Si narra che a Palermo si presentarono le delegazioni di Librizzi, Sorrentini e Gioiosa Guardia per scegliere una statua della Madonna da portare al proprio paesello: la più bella, che è la statua giunta a Librizzi, era ambita da tutti, e fu necessario affidare la scelta alla sorte. Il ridente paesino di Librizzi, che dall'alto della sua collina guarda sul Mar Tirreno, sulle Eolie, su Tindari e sulla valle del Timeto, ebbe il privilegio di essere il favorito.

#### San Piero Patti (ME)

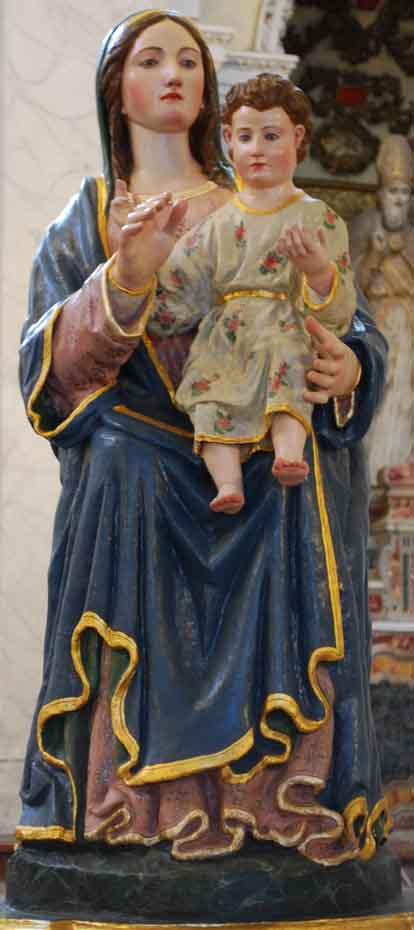
La Statua venerata a San Piero Patti

Nel tamburo della cupola della Chiesa Madre di San Piero Patti è possibile leggere "Maria SS. della Catena nostra patrona". I festeggiamenti si celebrano la prima domenica dopo Pasqua. Nella tradizione è considerata la festa di primavera.
La processione conduce il Simulacro in legno della Madonna per le strade della cittadina. Un tempo, esso era posto su un'artistica varetta, portata in spalla dai "nudi".

#### Piazza Armerina
A piazza Armerina la madonna della catena viene festeggiata l'ultima domenica di settembre con la processione per le vie della città. La festa è preceduta dal triduo nella suo omonima chiesa. La santa messa prima della processione della domenica viene principalmente dedicata alle gestanti con una particolare benedizione.

#### Alcamo (TP)
Ad Alcamo nel 1633 venne fondata, all'interno della chiesa omonima, la congregazione di Santa Maria della Catena (successivamente scomparsa), alla quale appartenevano i macellai. A causa della lontananza di questa chiesa dalla città e al cammino disagiato soprattutto nei mesi invernali, gli appartenenti a tale congregazione decisero di riedificare la chiesa a proprie spese in una posizione più vicina all'abitato. A questo scopo, nel 1661 comprarono dal monastero di Santa Chiara (annesso alla chiesa di Cosma e Damiano) le abitazioni denominate "case della Macina", che erano situate a rimpetto alle mura dalla parte sud-est della città, e sotto il loro patrocinio vi fondarono la nuova chiesa di Santa Maria della Catena.
Nello stesso anno fu chiesto al vescovo di poter trasportare l'antica immagine della Madonna nella nuova chiesa: la sacra immagine fu trasportata il 26 giugno 1661.
All'interno della chiesa nel 1922 venne fondata, dal sacerdote Ignazio Corrao, la congregazione femminile di Maria Santissima della Catena.

#### Enna (EN)
A Enna la festa viene celebrata la terza domenica di ottobre nella chiesa parrocchiale di S. Pietro.
Con l'esposizione del simulacro, la seconda Domenica di Ottobre, entrano nel vivo i festeggiamenti. Già dal 1º ottobre nella chiesa di San Pietro iniziano le celebrazioni col Santo Rosario e la coroncina in onore della Madonna. Alla presenza delle Associazioni della Madonna della Catena della provincia di Enna, si procede all'esposizione del simulacro. Il Giovedì seguente, invece, inizia il triduo che porterà al giorno centrale della festa previsto per la terza domenica. Il giorno della vigilia, sabato, il santo Rosario e la coroncina anticiperanno la prima messa festiva con la partecipazione della polizia penitenziaria e delle associazioni di volontariato. Domenica, giorno della festa, saranno celebrate sante messe, tra cui la messa dei fanciulli con affidamento a Maria e, un'altra nel pomeriggio.
A Mezzogiorno invece, la supplica alla Madonna della Catena. Giovedì, inoltre, viene aperta la mostra-mercato a favore dei carcerati, la degustazione di prodotti tipici ennesi e la pesca di beneficenza; stesso programma per venerdì e sabato, mentre domenica vi è la tradizionale fiera del dolce e l'estrazione dei biglietti per la lotteria di beneficenza.

#### Villarosa (EN)

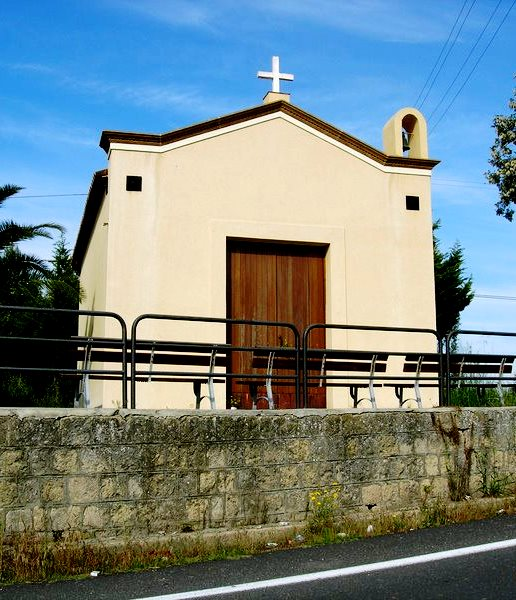
Chiesa della Madonna della Catena, Villarosa

In Sicilia tutti i toponimi che indicano catena e le chiese titolate Santa Maria della Catena sono rispettivamente contrade abitate in quel tempo da giudei e sedi di antiche sinagoghe.Il luogo Contrada Catena di Villarosa era uno dei punti di confine tra Val di noto e Val d’Imera, che allora rappresentava la suddivisione geografica della Sicilia. A quel tempo Villarosa era punto di sosta dei forestieri in transito. Su questa altura a un chilometro dal paese è stato più volte ipotizzato ci fosse una dogana, un passaggio obbligato, sin dal tardo medio evo dove si pagava dazio per il passaggio da una regione amministrativa all’altra.

#### Leonforte (EN)
A Leonforte la devozione alla Madonna della Catena è molto sentita. La festa viene celebrata la seconda domenica di ottobre nel piccolo santuario a Lei dedicato nella parte nord della cittadina. La chiesa è meta di numerosi pellegrini provenienti non solo da Leonforte ma anche dai paesi vicini (Assoro, Agira, Nicosia, Nissoria) che offrono alla Madonna, per grazia ricevuta o da ricevere, il viaggio a piedi. La festa è preceduta dalla novena (nove giorni di preghiera in preparazione alla festa) dove vengono celebrate sante messe e benedizioni dedicate ai bambini, ai giovani, alle famiglie, ai defunti, ai malati, ai missionari e agli automobilisti; in questi nove giorni, dopo le funzioni della novena, la chiesa rimane aperta alle numerose persone che vogliono onorare Maria Santissima. Il sabato che precede la festa è dedicato alla Madonna; vengono celebrati i vespri, e la chiesetta rimane aperta fino a tarda serata poiché numerosi devoti rendono omaggio alla venerata statua della Madonna. Il giorno della festa è caratterizzato da una grande folla che sin dalle prime luci dell'alba riempie la chiesa dopo aver affrontato un lungo viaggio a piedi durante la notte, e partecipa alle sante messe che cominciano alle ore 6:30 fino alle 11:30 davanti all'altare della Vergine; alle 10:30 viene celebrata la messa solenne dal vescovo della diocesi. Nel pomeriggio si svolge una solenne Processione col simulacro della Madonna della Catena lungo il corso principale del paese portato a spalla dai fedeli che indossano un caratteristico mantello di colore avorio con impressa sul petto l'immagine di Maria SS. della Catena. La processione si conclude con la sosta del simulacro davanti alla chiesa, poi la benedizione Eucaristica e, a conclusione della festa, uno spettacolo di fuochi pirotecnici (u castieddu). Nelle sere del sabato e della domenica della festa, ha luogo la sagra della salsiccia e vari spettacoli nello spiazzale accanto alla chiesa.

#### Fiumefreddo di Sicilia (CT)
A Fiumefreddo di Sicilia la Madonna della Catena è venerata presso la chiesa di Maria Santissima del Rosario. 

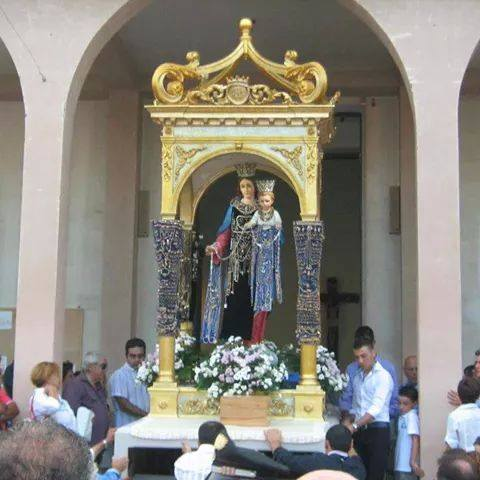
La tradizionale festa in onore di Maria SS. della Catena

 All'inizio del 1900 all'interno dell'antica chiesa si custodivano gli altari della Madonna del Rosario, di San Giuseppe e di Santa Lucia; si custodiva anche un quadro della Madonna della Catena, ma a questo il popolo, per la grande devozione, volle fortemente aggiungere un nuovo altare dedicato proprio a Lei, con una statua lignea che la raffigura. Ancora oggi la Vergine della Catena è sontuosamente celebrata ogni anno la prima domenica di settembre.

#### Castelbuono (PA)
Nelle Madonie e in particolare a Castelbuono, il culto arrivò prestissimo poiché il conte Enrico Ventimiglia era a Palermo quando il miracolo avvenne e ne restò talmente impressionato che volle divulgarlo.
Ancora oggi molti paesi madoniti conservano il culto della Madonna della Catena come Gangi, Castelbuono, Pollina e Cefalù.
A Castelbuono la Madonna è festeggiata a fine aprile ed è la festa delle donne gravide o delle puerpere. Un tempo quando una donna doveva partorire e il parto si presentava difficile era pio uso suonare un colpo di campana della chiesa della catena affinché tutte le donne recitassero un Ave in aiuto della povera partoriente. Ancora oggi le donne gravide fanno u viaggi a Matr'a Catina e all'ottavo giorno dopo il parto conducono il bimbo in chiesa per ringraziamento.

#### Gangi (PA)
A Gangi il culto della Madonna della Catena ha origine antichissime. Testimoniate dalla chiesa appunto di Maria SS. della Catena sorta nel XV secolo e dalla statua marmorea in stile gaginiano del XVI secolo con la base dove in bassorilievo è raffigurata la scena dei tre carcerati. Inoltre sin dal 1621 anno di erezione, è esistente la confraternita di Maria SS. della Catena. La festa viene celebrata la quinta domenica dopo Pasqua ed è preceduta dalla "quindicina" (Sante messe che si celebrano ogni sera nei 15 giorni precedenti la festa). La vigilia della festa c'è una fiaccolata per le vie del paese, mentre il giorno della festa c'è la processione con il simulacro ligneo attribuito alla scultore Filippo Quattrocchi.

#### Santo Stefano Quisquina (AG)
Fin dal XV secolo a Santo Stefano Quisquina si venera la Madonna della Catena. Lo dimostra anche una tela conservata in Chiesa Madre raffigurante i tre protettori del paese (Santo Stefano, Santa Rosalia e appunto la Madonna della Catena) risalente al 1464. Nello stesso periodo in cui ci fu il miracolo a Palermo, al signor Taormina apparve in sogno la Madonna della catena che gli disse di costruire nel terreno di sua proprietà una cappella in suo onore. La prima costruzione della chiesa risale al 1600 ed era molto piccola. Poi con le offerte volontarie questa chiesa fu ingrandita così come appare oggi. La chiesa è molto semplice e lineare, c'è solo la statua della Madonna della Catena, una scultura in legno di autore ignoto di fine settecento. La Madonna tiene Gesù in braccio ed entrambi hanno in mano una catena. I festeggiamenti si celebrano la seconda domenica di ottobre.

### Calabria

#### Cassano allo Jonio (CS)
Nel comune di Cassano allo Jonio, nella Calabria settentrionale, è presente un antico Santuario-Abbazia della Madonna della Catena la cui festa cade la seconda domenica di maggio. Il santuario è posto a pochi chilometri dal paese sui pendii della valle del fiume Eiano, la struttura è del settecento, ha ampi porticati con colonne ed arcate a tutto sesto. L'interno è formato da tre navate, e le opere hanno forma e caratteristiche barocche. Incerte e controverse sono ancora oggi le origini di questo importante luogo di culto, sorto, così come si presenta oggi, nella prima metà del XVII secolo sulle rovine di un antico luogo di culto basiliano, in cui monaci scampati dalle persecuzioni in Oriente, si rifugiarono. Testimonianza di quest'origine bizantina è la presenza della veneratissima icona Odighitria della Madonna della Catena, cioè "Madonna che Guida" (dal verbo greco katinai, guidare). La Vergine era quindi venerata come la vera guida verso Cristo. Il santuario fu proclamato abbazia da papa Benedetto XIV il 22 agosto 1748 con apposita bolla papale. La statua della Madonna della Catena è formato dalle figure di Maria, il Bambin Gesù e un uomo ("il cinesino") nell'atto di liberazione dalle catene della schiavitù realizzato intorno al 1850. Sulle pareti vi sono pregevoli dipinti: del Malinconico, del Padula, pittore napoletano, e di altri noti pittori dell'Ottocento. Il santuario all'inizio del Secolo XX fu donato in uso al santo Luigi Orione per trasferirvi ragazzi resi orfani dal terremoto di Reggio e Messina del 1908.

#### Dinami (VV)
La storia del santuario è ben documentale. Nei primi anni del ‘600, nei pressi della chiesetta, fu fondato il convento intitolato a S. Maria della Catena e affidato ai Frati Minori Conventuali. Lo stesso ebbe breve esistenza però, infatti le cronache riportano che venne soppresso da una Bolla di Papa Innocenzo X e le relative rendite, affidate in un primo momento ad un cappellano, andarono al seminario di Mileto fino al 1769. In quell'anno il parroco Don Giuseppe Cotronea chiese ed ottenne, dalla curia Vescovile di Mileto, di unirlo alla chiesa parrocchiale che già allora era intitolata a S. Michele Arcangelo. Il convento, ubicato in contrada Castellammare, era ormai deserto da tempo e andò in rovina fino a quando si decise di adibirlo a cimitero unico per i tre paesi limitrofi, ossia: Dinami, Melicuccà, Monsoreto. Alla fine del settecento, la chiesa della Catena ospitava le cappelle di S. Anna, S. Antonio di Padova e S. Nicola e veniva definita la settima tra quelle esistenti a Dinami. In quegli anni subì infatti un periodo di abbandono e venne interdetta ipso jure. La chiesa venne ristrutturate però prima dell‘ ‘800, riacquistando splendore come testimoniano i pellegrinaggi che ripresero copiosi, ma grazie anche alla mano del Sac. Giuseppe Scidà che contribuì in modo sostanziale alla rinascita del Santuario all’inizio del secolo scorso. Nel 1956, Mons. Vincenzo De Chiara, Vescovo della diocesi di Mileto, elevò l’allora chiesa a Santuario ma nonostante tutto fu inevitabile un altro periodo di abbandono in cui la chiesa ospitava i riti sacri solamente nelle ricorrenze della seconda domenica di luglio. Bisogna risalire ai tempi più recenti per assistere ad una nuova rinascita del Santuario e il tutto ad opera di Don Agostino Zangari, il quale stravolgendo gli usi e le consuetudini del tempo che prevedevano la presenza della statua della Beata Vergine all'interno del Santuario sono nei giorni festivi; prese una decisione innovativa che consentì di dare nuova luce al Santuario. Egli infatti nel 1983 decise di trasferire la Statua della Madonna presente nella parrocchia di S. Michele Arcangelo al Santuario alla stessa dedicato dove sarebbe rimasta stabilmente fino ai nostri tempi, riuscendo in questo modo a rendere il Santuario della Madonna della Catena un luogo di culto vitale ed accogliente grazie alla presenza dell’effige della Beata Vergine. Quindi è a lei dedicato il santuario e i festeggiamenti culminano nella seconda domenica di luglio con la processione al "Catafalco" (il sabato pomeriggio) e la processione di maggior durata per le ripide vie del paese (la domenica pomeriggio) della bella e pesante statua (della fine del '700 di Domenico De Lorenzo) raffigurante la Madonna con il Bambino Gesù in braccio mentre ai suoi piedi è in ginocchio un bambino incatenato (lo "schiavetto"). Tra gli elementi distintivi della processione vi è la partecipazione degli "spinati" cioè di fedeli che per penitenza, per grazia richiesta o ricevuta, indossano un manto di spine a forma di cono legato sopra la testa e ricadente sul corpo. Numerosi (10-15.000) i devoti che raggiungono il santuario, mentre diversi sono i gruppi in pellegrinaggio che nelle notti tra giovedì e sabato percorrono a piedi anche fino a 30 km. Caratteristico l'abbellimento con luminarie (i colorati archi luminosi) di parte del paese, soprattutto l'itinerario che dal Santuario porta alla piazza del "Catafalco", cioè dell'artistico palco con padiglione, dove la sera di sabato, dopo predica e litania, e la sera di domenica si esibisce la banda musicale con il suo programma tratto dal repertorio lirico e sinfonico.
Non mancano i "tamburinari", che insieme alla banda accompagnano le processioni o annunciano gli altri appuntamenti religiosi, le bancarelle, i sempre presenti fuochi d'artificio (lo spettacolo pirotecnico è la notte di sabato), i gruppi di musica leggera o folk. I festeggiamenti si concludono il lunedì.

#### Laurignano (CS)
Il culto alla Madonna della Catena ha origini assai remote a Laurignano, tra l'896 e il 1014, periodo in cui la città di Cosenza e i paesi limitrofi furono devastati dai saraceni. Il culto si esprimeva nella raffigurazione di uno schiavo incatenato ai piedi della Vergine, atto ad implorare lo scioglimento delle catene, simbolo della piaga della schiavitù che colpiva i cristiani quanto i musulmani. Con l'avvento dei normanni, svevi, angioini, aragonesi e la conseguente cacciata dei feroci saraceni, si determinò una situazione di tranquillità in Calabria, a tal punto che il culto alla Vergine venne meno progressivamente in gran parte del Meridione, per riprendere nei secoli successivi, quando il sud fu assalito dalla minaccia turca. Ciò accadde per i paesi delle coste esposti maggiormente al pericolo dell'invasione, e non per l'entroterra, eccezion fatta per Laurignano, dove avvennero miracoli e visioni, fenomeni che mantennero viva la devozione a Maria Vergine. A Laurignano ci fu la ripresa di tale culto nel 1301 in seguito ad un miracolo della Madonna, operato nei riguardi di Simone Adami, il mendicante cieco di Laurignano, il quale scoprì poi in una chiesa abbandonata l'effigie della Madonna con il simbolo della catena. Ciò era segno dell'oblio dello stesso culto che conobbe una rifioritura nel secolo successivo, per merito dell'eremita Fra Cassiano e di vicende della quale fu oggetto la tela venerata, portata a Roma da un monaco florense di Mendicino, per essere sottoposta a restauro. Altre vicende, dovute a pestilenze e a terremoti, provocarono un nuovo abbandono del culto mariano, rimesso poi in auge nel 1833 per ispirazione divina da Fra Benedetto di Grimaldi, venuto a Laurignano per ritirarsi in preghiera e in solitudine. C'è da notare che a Laurignano il legame con la persecuzione saracena non compare più. Nell'immagine, scoperta da Simone Adami, è raffigurata una catena tra le mani della Madonna e non quindi di uno schiavo ai suoi piedi, come, invece è disegnata nell'immagine tradizionale comune. In epoca più recente, si nota che la Madonna con le stesse catene tiene legato satana. Tale particolare appare al nostro santuario. Con Fra Benedetto, e ancor prima all'epoca di Simone Adami, non essendoci più la minaccia saracena, la Madonna fu invocata come liberatrice da ogni male, impersonato in satana, l'origine del male, rappresentato di conseguenza nelle immagini. Mentre in altri luoghi d'Italia il titolo di "Madonna della catena" venne cambiato in "Madonna del Soccorso", a Laurignano si è conservato il titolo della Madonna, in parte assimilata all'Immacolata. La catena lega ora satana, cui la Madonna, preservata dal peccato originale, schiaccia il capo. Il simbolo della catena al santuario si è ulteriormente arricchito: la catena che la Madonna stringe tra le mani è vista non solo come simbolo di scioglimento e di liberazione dal male (aspetto negativo), ma anche in senso positivo, di unione a Gesù. Il fedele a Laurignano invoca la Madonna soprattutto per raggiungere il senso stesso della propria liberazione, la comunione con Colui che è la fonte di ogni bene: Gesù. La Madonna diventa la via più ovvia e semplice per raggiungere il Signore. Attraverso la Madonna il fedele trova la comunione con Gesù, dal momento che ella è la Madre. Il fedele alla sua scuola potrà meglio capire il Figlio e raggiungere con lui il legame perfetto. Il titolo della catena, nella forma venerata a Laurignano, esprime in modo chiaro il ruolo materno della Madonna nei riguardi dell'umanità: aiuto nella lotta contro il male, difesa e guida del popolo cristiano nella via verso il bene, verso il Figlio Gesù. La solenne festa della Madonna a Laurignano si svolge la prima domenica dopo Pasqua (in Albis).

#### Polistena (RC)
Il santuario della Madonna della Catena, chiamato semplicemente Chiesa della Catena sorge nella parte bassa della città, ai confini con i comuni di San Giorgio Morgeto e Cittanova, sui ruderi di una chiesa dedicata a San Nicola da Tolentino. La chiesa, che possiede una singola navata, venne fondata nel 1894 ed eretta nel 1895 da Giuseppe Nicastro, per ricordare l'antica chiesa a Lei dedicata che sorgeva in quei pressi. La statua custodita in chiesa, di notevole pregio e amata dal popolo polistenese, è una copia dell'originale scolpita da Francesco Morani, purtroppo andata distrutta da un incendio negli anni '50. Ancora oggi continua a essere meta di numerosi pellegrinaggi, specialmente durante le festività. Maria Santissima della Catena, cui è dedicata la chiesa, viene solennemente festeggiata il 24 maggio, protettrice delle partorienti e dei carcerati.

#### Bruzzano Zeffirio (RC)
Dell'origine di questo santuario non si hanno notizie storiche certe. La tradizione racconta che alcuni marinai di Bruzzano, insieme con altri di Ferruzzano, trovarono - sulla spiaggia del Promontorio Capo Bruzzano - una cassa con dentro una bellissima statua in alabastro raffigurante la Madonna - a figura intera e a tutto tondo - con in braccio il bambino Gesù, e un moretto incatenato ai suoi piedi: da qui il titolo di "Madonna della Catena". Aggiogate due coppie di buoi selvatici ad un carro, vi caricarono la statua che, seguita dalla popolazione in preghiera, fu avviata verso il paese. Al confine tra Bruzzano e Ferruzzano, i buoi si fermarono e non vollero proseguire oltre. Si dedusse perciò che la Madonna voleva che il suo tempio sorgesse al confine tra i due paesi e si costruì la chiesetta. I bruzzaniti, però, non contenti della chiesetta e della bella statua, ne fecero una copia da esporre nella loro chiesa arcipretale. Da allora, ogni anno, alla prima domenica di settembre, festeggiano la Madonna della Catena. Il venerdì precedente la festa, la statua riproducente l'originale, viene portata in processione sino al santuario a trovare la statua autentica e per tre giorni i fedeli vi si recano a pregare e a lodare la Vergine. Alla domenica, sull'imbrunire, tra canti e preghiere la copia viene riportata nella chiesa arcipretale. Nel 1583 l'esercizio del culto fu trasferito nella chiesa rurale detta S. Maria del Piltro, che nel 1753 venne riedificata in paese col nome di S. Maria della Catena. Il terremoto del 1783 le distrusse entrambe e il culto dovette continuare in una baracca costruita dai fedeli. Qualche tempo dopo la chiesa fu riedificata dal marchese Fuscaldo. Solamente a qualche km dal paese sorge la chiesetta di S. Maria della Catena.

#### Cropani (CZ)
Sotto il paese, fra gli ulivi, sorge la piccola chiesa della Madonna della Catena (XVI secolo), più volte sottoposta a restauro. La tradizione vuole che essa sia stata edificata da un ricco possidente locale, rapito dai briganti e liberato grazie alla miracolosa intercessione della Madonna della Catena; un quadro conservato nella sagrestia rappresenta quest'episodio. Nella minimalista facciata principale, in alto, su due contrafforti laterali sono situate le statue raffiguranti, rispettivamente, la Madonna col Bambino e un adolescente con un paniere pieno d'uva per fare il vino della messa. Il campanile è a tre ordini e a pianta quadrata. Il piccolo portale conduce all'interno, a navata unica; sopra l'altare maggiore a forma di "M", una nicchia ricavata nella parete custodisce la statua della Madonna della Catena, compatrona di Cropani.

#### Cittanova (RC)
Si tratta della più antica chiesa del comune di Cittanova, in provincia di Reggio Calabria. Gli storici ritengono che sul sito vi fosse precedentemente una chiesa bizantina intitolata a Santa Maria del Campo. La struttura originaria fu costruita a opera degli abitanti di San Giorgio Morgeto, col nome di Santa Maria di Campoforano, e dedicata all'Assunta. In seguito all'epidemia di colera che colpì la Piana a metà Ottocento, la vecchia chiesa fu ricostruita, ampliata e dedicata alla Madonna della Catena. Al suo interno, tra le opere di rilievo, una statua lignea dell'Assunta e un'altra della Madonna della Catena, col bimbo Gesù in braccio e un ragazzo incatenato, a cui il popolo è molto devoto.

### Puglia

#### Locorotondo (BA)
A Locorotondo, in Puglia, la Madonna della Catena è venerata presso l'omonima chiesa rurale situata a circa 800 metri dal centro abitato, lungo la strada per Alberobello. Il culto ha origine da una tradizione secondo cui, nel 1597, sarebbe stata ritrovata un'effigie della Vergine con il Bambino in una grotta al di fuori del centro urbano. Sebbene non vi siano prove documentarie di tale ritrovamento, la devozione popolare crebbe rapidamente e si decise l'erezione di una prima cappella rupestre, con accesso tramite due scalinate.
Nel 1600 accanto alla chiesa fu costruito un ospizio per pellegrini, come attestano anche le schede storiche sugli edifici ecclesiastici. Secondo una testimonianza settecentesca, nel 1790 un giovane avrebbe avuto in sogno la visione di grotte adiacenti alla chiesa: furono allora effettuati scavi che portarono al rinvenimento di tre cavità comunicanti, una delle quali conteneva una fonte. Durante lo stesso periodo, il sacerdote Nicola Nardelli, celebrando messa nella cappella, avrebbe scoperto un affresco raffigurante la Madonna con Bambino nell'atto di reggere una catena. Accanto a esso furono rinvenute anche le immagini di san Donato e sant'Antonio abate.
In seguito alle soppressioni del 1866, la chiesa divenne proprietà del Demanio. Nel 1890 fu acquistata dal sacerdote Giuseppe Serra, che ne riattivò il culto. Nel 1897 Angela Sforza fece costruire un nuovo edificio sacro comprendente una chiesa superiore a croce greca e la restaurata grotta inferiore. Nell'abside della chiesa moderna si conserva un frammento d’affresco raffigurante la Madonna della Catena, mentre nella sagrestia sono visibili resti di una nicchia cinquecentesca già appartenente alla chiesa madre. Vi si trovano anche una statua policroma della Vergine con Bambino, pitture murali raffiguranti san Biagio, e altri elementi recuperati da luoghi di culto precedenti.
La chiesa è nota anche per il culto dei Santi Medici Cosma e Damiano, introdotto nel medesimo periodo della ricostruzione ottocentesca. La festività della Madonna della Catena si celebra oggi la domenica successiva al 16 agosto. Secondo una testimonianza coeva, nel giorno della festa la strada per il santuario si affollava di fedeli e cavalcature, e la celebrazione era considerata una delle più partecipate del territorio.
Un tempo, la festa della Madonna della Catena era tra le più solenni del comune di Locorotondo, seconda per articolazione scenica solo alla Processione dei Misteri del Venerdì Santo. La ricorrenza, legata anche alla conclusione della vendemmia, includeva fino agli anni '90 tre processioni distinte, un ricco calendario liturgico e un vasto apparato esterno curato dal Comitato Feste Patronali. Dalla fine del XX secolo, anche a causa di minori disponibilità economiche, la celebrazione si è progressivamente ridotta: dal 2016 si tiene una sola processione, che rimane tuttavia la più lunga del calendario religioso locale.